# Star Ocean: The Last Hope
Star Ocean: The Last Hope nebo také Star Ocean 4: The Last Hope (japonsky スターオーシャン4 THE LAST HOPE, Sutá Óšan Fó Za Rasuto Hópu; česky doslova: Hvězdný oceán: Poslední naděje) je akční sci-fi RPG hra, kterou vyvinula společnost tri-Ace a vydala společnost Square Enix. Čtvrtý díl série vyšel nejprve v roce 2009 pro videoherní konzoli Xbox 360, o rok později byla vydána i pro konzole PlayStation 3 s přidaným obsahem a s možností výběru mezi anglickým a japonským jazykem. Koncem roku 2017 se tato hra dočkala Full HD a 4K předělání coby Star Ocean: The Last HopeTM 4K & Full HD remaster, které vyšlo pro konzoli PlayStation 4 a prostřednictvím služby Steam i pro PC se systémem Microsoft Windows. Čtvrtý díl série her o cestování vesmírem Star Ocean představuje velmi rozsáhlý prequel celého příběhu a je v něm vyobrazen počátek vesmírných objevů lidstva za hranicemi Sluneční soustavy. Děj se odehrává více než 300 let před prvním dílem série Star Ocean.

## Popis hry
Koncepce čtvrtého dílu série se od předešlých nijak zásadně neliší, avšak nějaké změny a novinky přinesl.
Do bitev se hráč dostane buď na pevně určených místech (například bossové), nebo hráč v prostředí narazí do monster, jež se volně potulují, nebo monstra narazí do hráče. Normální bitva se spustí tím, že do monstra hráč prostě narazí nebo naopak. Při nárazu do nepřítele zezadu se bitva spustí v režimu preventivního úderu (Preemptive Strike), kdy nepřítel otočený k herním postavám zády začne bojovat až po prvním hráčově útoku. Při nárazu nepřítele do hráče zezadu se bitva spustí v režimu překvapivého úderu (Surprise Attack), při kterém se v bitvě může vygenerovat více nepřátel než obvykle a všichni mají naplněný ukazatel návalu na 50 %. Pokud je více nepřátel naráz vyprovokováno k pronásledování hráče, začne bezprostředně po první bitvě další bitva v režimu přepadení (Ambush Attack), za níž dostane zelený žeton do desky bojového bonusu. Jednotlivé postavy zůstávají na stejných místech jako na konci předešlé bitvy a musí se potýkat s další vlnou monster tak dlouho, dokud nejsou všichni nepřátelé v okolí poraženi. Zkušenosti, foly a předměty se započítají až po posledním přepadení, s 50% bonusem ke zkušenostním bodům za každé přepadení a se zvýšenou šancí na zisk dalších předmětů.
Během bitvy lze prostřednictvím menu využívat různé léčivé a zotavující předměty. Jídlo vzniklé díky schopnosti vaření lze konzumovat jedině ve volném prostředí, nikdy přímo v bitvě. Hráč má k dispozici zbraně pro každou postavu zvlášť a nejlepší kusy lze získat jedině prostřednictvím tvorby předmětů s Welč, avšak materiál k výrobě je vzácný. Dále má každá postava možnost obléknout si zbroj a doplněk. Všechny předměty lze u Welč dále vylepšovat a dodat jim další bonusy k charakteristikám postavy, například odolnosti vůči živlům či zvýšení zdraví. U Welč lze vyrobit i dekorativní vybavení pro interiér lodi SRF-003 Calnus, některé jsou interaktivní jako jukebox nebo automat na zboží. Některé takové předměty je nutné vyrobit pro splnění nepovinných úkolů.
Na lodi SRF-003 Calnus lze během letu interagovat s ostatními herními postavami. Tyto privátní akce (Private Actions), kterých hráč může zhlédnout z pohledu hlavní postavy Edgeho Mavericka, slouží k hlubšímu poznání jednotlivých postav a při některých lze vybrat Edgeovu reakci na situaci v menu. Tak hráč vytváří vztahy, které díky správně provedeným volbám odemknou za splnění dalších podmínek (např. postup hrou) speciální video sekvence a jiné privátní akce mezi Edgem a dotyčnou postavou. Na Calnusu lze dále vztahy vylepšovat společným pobytem Edgeho s jinou postavou v kajutách za letu. V bitvě se vztahy projeví například tím, že pokud je určitá postava téměř mrtvá, ostatní mohou přednostně zaútočit na ty nepřátele, které ji nejvíce ohrožují. Zhlédnutí privátních akcí je též podmínkou pro odemčení konečných video sekvencí jednotlivých postav, jež uzavírají jejich příběh na konci hry. Ve hře je možné zhlédnout až sto privátních akcí.

### Soubojový systém
Bitvy se odehrávají v reálném čase a hráč s ovládanou postavou útokem nablízko přiběhne k nepříteli a seká do něj zbraní, s lukostřelkyní či se symbology sesílá útoky a kouzla z dálky. Ovládanou postavu lze kdykoliv měnit. Ostatní postavy v boji ovládá umělá inteligence a hráč jim prostřednictvím menu může nastavit taktiku boje od agresivních až po čistě podpůrné. Novinkou je, že každá postava má kromě hladiny životů (HP) a hladiny mentální síly (MP) ještě ukazatel návalu (Rush Gauge), které je vedeno v procentních bodech od 0-100 %. Nával se získává prováděním útoků či vydržením přímých zásahů od nepřátel. Pokud postava neútočí, ukazatel návalu začne ztrácet procenta.
Po dosažení 100 % lze nahromaděný nával uvolnit, a to hned dvěma způsoby. Rush Mode po omezenou dobu do vynulování měřítka návalu přinese například častější kritické údery násobící způsobenou škodu nepřátel či lze snadněji nepřítele překvapit náhlým útokem. Nebo je při uvolnění návalu zároveň spuštěna jedna ze speciálních dovedností postavy. Podle nastavení dovedností v měnu dotyčné postavy se hra pozastaví a stiskem příslušného tlačítka jsou provedeny devastující útoky, po nichž se spustí série dalších dovedností, jež má postava nastaveny ve svém menu. Do toho ještě vstupuje některá z dalších postav, jež se aktivně účastní bitvy, a svými bojovými schopnostmi hráčovu postavu střídavě doplňuje. Pokud hráč s oběma postavami nezkazí provedení útoků, je na konci nepřítel zasažen ještě jedním návalem útoků, často smrtícím. Poté přerušení bitvy končí a dále probíhá obvyklým způsobem. Hráč však musí počítat s tím, že nepřátelé mají svůj ukazatel návalu také a po jeho uvolnění jsou mnohem nebezpečnější.
V bitvách lze také uskakovat nepřátelským útokům nebo na nepřátele útočit skokem, případně ho oklamat provokací defenzivním postavením a vyčkáním, až si hráčovy postavy všimne. Ve vhodný okamžik pak hráč stiskne tlačítko ke skoku a postava nepřítele přeskočí či oběhne tak, že se mu ztratí z dohledu a udeří na něj zezadu z mrtvého úhlu (Blindside), kterým lze též snadno nepříteli uštědřit silné kritické údery. Dalším prvkem v bitvách je možnost měnit v reálném čase účastníky bitvy dle libosti. Zkušenosti na konci bitvy však dostanou pouze postavy v boji aktuálně přítomné.
V The Last Hope byl přepracován koncept desky bojového bonusu (Battle Bonus Board), který představuje pole s celkem čtrnácti místy pro šestiúhelníkové žetony, jež slouží k zisku dalších bonusů a odměn z úspěšné bitvy. Modré žetony hráč získá za každé zabití monstra kritickým úderem, a každý po bitvě dá postavám o 10 % více zkušeností. Žluté žetony lze získat zabitím vícero nepřátel jednou ranou a po bitvě každý nepřítel dá o 10 % více folů (peněz). Růžové žetony lze získat zabitím nepřítele pouze za použití speciálních dovedností či symbologií a každý po bitvě všem postavám obnoví 1 % HP i MP. Zelené žetony lze získat za přepadení monstry ihned po předešlé bitvě a každý hráči poskytne 1 dovednostní bod (SP), který může využít pro jakoukoliv postavu. Jakmile je umístěno všech čtrnáct žetonů, další už nemohou přibývat, avšak pokud je hráčem ovládaná postava zasažena kritickým úderem, zpravidla v momentě, kdy nepřítel uvolní svůj ukazatel návalu, pak může až polovinu žetonů ztratit.

### BEAT a dovednosti
Jednotlivé postavy získávají za zkušenostní body úrovně, kterými se zlepšují jejich hodnoty HP, SP a dalších atributů jako přesnost útoků apod. Kromě toho má hráč pro každou postavu možnost zvolit si v menu jednu ze tří možností k dodatečnému vylepšení bojových atributů díky systému BEAT (Battle Enhancement Attribute Type). Dvěma ze tří systému BEAT rostou zkušenosti a úrovně až do výše úrovně 20. BEAT.S. umožní vylepšení ofenzivních charakteristik postavy, spouští speciální typy útoků z mrtvého úhlu (Blindsides), jež v praxi umožňují tyto devastující útoky zezadu zřetězit. BEAT.B. umožní vylepšit defenzivní charakteristiky postavy, přičemž je usnadněn boj tváří v tvář speciálními typy útoků a postava je více odolná vůči nepřátelským útokům. BEAT.N. je neutrální charakteristika, která postavě nepřinese žádný bojový bonus jako předešlé dvě, ani ji nelze nijak vylepšit, avšak postava přebírá ofenzivní i defenzivní bonusy z obou dvou předešlých BEATů.
S rostoucími úrovněmi se postupně u všech postav odemykají dovednosti a symbologie, které lze prostřednictvím menu využívat v boji, nebo na určených místech těžit minerály, sbírat přísady k receptům a podobně. Každou dovednost se postava učí pomocí dovednostních bodů (SP) až do 10 úrovně, kdy je dovednost nejsilnější. Body SP každá postava získává při dosažení nové úrovně. Další možností je vyhrávat bitvy, ve kterých je aspoň jeden zelený žeton přítomný v desce bojového bonusu. Body SP získané takovýmto způsobem se sčítají do sdílené hladiny SP, jež může využít kterákoliv postava. Speciálních dovednosti či symbologii lze nastavit v menu na dvě speciální tlačítka, na každém je možné nastavit až tři z nich a těmito tlačítky je možné řetězit útoky. Dále má každá postava k dispozici ještě dvě pasivní dovednosti, které je nutné mít nastaveny v menu, aby fungovaly.

## Herní postavy
Zde je seznam hratelných postav, které jsou vyjmenované dle pořadí, kdy se poprvé přidají k hráčově družině. Do bitvy lze vzít nanejvýš čtyři z nich. Maximálně jich může mít osm a v polovině hry dojde k výměně Faize za Arumata. Po opakovaném hraní si lze vybrat, kdo z těch dvou bude v hráčově družině dál, avšk v animovaných mezihrách bude i nadále vyobrazen Arumat.
- Edge Maverick (エッジ・マーベリック - Edždži Máberiku)

Dabing: Daisuke Kišio (japonsky), Matthew Mercer (anglicky)
Jedná se o hlavní postavu hry Star Ocean: The Last Hope. Tento mladý 20letý pilot ve službách SRF na jedné z prvních postavených vesmírných lodích, SFR-003 Calnus, je později povýšen na kapitána lodi a vede různorodou skupinu spolubojovníků do střetu s hrozbou ohrožující stabilitu a existenci vesmíru jako takového. Zprvu nevěděl o této skutečnosti, ale v dětství se stal subjektem Projektu naděje (Project Hope). V boji využívá meč a základní sadu symbologie.
- Reimi Saiondžiová (レイミ・サイオンジ - Reimi Saiondži)

Dabing: Misato Fukuenová (japonsky), Laura Baileyová (anglicky)
Edgeho o rok mladší kamarádka z dětství, též ve službách SRF. Na lodi SFR-003 Calnus působí ve funkci prvního důstojníka. Je též subjektem Projektu naděje, avšak jako jediná si je vědomá tohoto faktu i významu celého projektu, kvůli němuž byla od mala izolovanou od vrstevníků. Uchávávání těchto skutečností v tajnosti ji tížilo. V boji využívá luk a šípy.
- Faize Sheifa Beleth (フェイズ・シッファー・ベレス - Feizu Šifá Beresu)

Dabing: Micuki Saiga (japonsky), Jason Liebrecht (anglicky)
S tímto 18letým eldarijským mimozemšťanem se Edge a Reimi setkali poprvé na Aeosu, byl to jejich vůbec první kontakt s příslušníkem jiné civilizace. Je však velmi nezkušený, naivní a vzhlíží k Edgemu, jeho síle i k jeho schopnosti pokračovat bez ohledu na okolnosti. Velmi špatně však nese jakákoliv neštěstí, kvůli čemuž je velmi náchylný poddat se přes svou dobrosrdečnost zlu. V boji využívá meč a symbologii.
- Lymle Lemuri Phi (リムル・レムリ・ファイ - Rimuru Remuri Fai)

Dabing: Mijuki Sawaširová (japonsky), Hunter MacKenzie Austinová (anglicky)
Lymle, zkráceně Lym, je 15letá nesmírně talentovaná učednice symbologie ze světa Lemuris. Původně doprovázela Edgeho jen dočasně, avšak po smrti adoptivního dědečka zůstala až do konce příběhu. Přátelům rozdává na potkání přezdívky zkracováním jejich jmen (Edží, Rejrej, Bakčí atd...). Jen Faizeho má za rivala, ale ve skutečnosti jí na něm velmi záleží. V 6 letech nedopatřením nakreslila závadný symbol, kterým otevřela bránu do pekla, které ji během okamžiku zasáhlo čirým strachem a nenávistí o intenzitě, jaká by se jinak naakumulovala až za celá desetiletí. Z brány ji však na poslední chvíli vytáhnul pekelný pes Kerberos, který ji od té příhody ochraňuje na zavolání zvláštním symbolem. Aby se nezhroutila, uzavřela se do sebe, avšak v hloubi duše je velice citlivá a má starost o druhé, což poprvé po mnoha letech projevila, jakmile se seznámila s Edgem, Reimi a Faizem. Kromě toho se jí zastavil růst a vypadá v 15 letech velice panenkovsky, mluví monotónním hlasem a často svou promluvu ukončuje zvoláním 'kej (zkrácením o. k.). V boji využívá symbologii a vyvolává Kerbera.
- Bacchus D-79 (バッカス・D-79 - Bakkasu D-79)

Dabing: Hiroki Jasumoto (japonsky), Travis Willingham (anglicky)
Jedná se o 32letého, více než 2 metry vysokého robotického příslušníka národa Morphus z umělého světa En II. O své původní tělo se tento vědec připravil při nezdařeném experimentu nakažením se smrtící nemocí proměňující pacienta v kámen, a tak podstoupil operaci, kdy byl přeměněn do kyborga, přičemž mu zbyly jen mozek a mícha. Svůj život poté zasvětil lovu Grigorijů. K ostatním se snaží chovat nesmírně zdvořile a tituluje je osloveními „paní, pane, slečno,“ i v případech, kdy je to nevhodné. V boji využívá své robotické ruky, z níž vystřeluje rakety. Ještě před svou proměnou se jmenoval Bacchus Dexley.
- Meracle Chamlotte (メリクル・シャムロット - Merikuru Šamuroto)

Dabing: Megumi Tojogučiová (japonsky), Carrie Savageová (anglicky)
Meracle je 16letá menší kočičanda (angl. lesser fellpool) ze světa Roak. Pochází však z jiného času a kvůli nehodě vesmírné lodi, kam se vloudila, se ocitla v jiné dimenzi v 50. letech 20. století na Zemi, kde byla v Oblasti 51 podrobena experimentům, než ji vysvobodili Edge a jeho družina. Jelikož je menším poddruhem plemene kočičanů, je malého vzrůstu a velmi mrštná. Kromě mluvení hlasitě mňouká až vříská a vlivem jejího mládí a nevýchovy je velmi prostořeká a doslova všežravá. Na Zemi přilnula k profesoru Klausovi Bachteinovi, který na ni v Oblasti 51 byl hodný. Je oddanou fanynkou starého roakského komiksu Eleyna a Kočka žrout (angl. Eleyna and Feline Gourmand). V boji využívá své drápy.
- Mjuria Tionýsová (ミュリア・ティオニセス - Myuria Teionisesu)

Dabing: Hitomi Nabatameová (japonsky), Jessica Strausová (anglicky)
Morphuská průzkumnice a učednice symbologie z En II, která je v teprve 22 letech mladou vdovou, když týden po svatbě zemřel její manžel Lucien Tionýsus. Nenáviděla Crowa, Edgeho a Reiminy kamaráda z dětství, kterého vinila ze smrti manžela a chtěla se pomstít. Proto se přidala k jejich partě, aby jí k němu dovedli. V boji využívá symbologii.
- Sarah Jerandová (サラ・ジェランド - Sara Džerando)

Dabing: Noriko Rikimaruová (japonsky), Erika Weinsteinová (anglicky)
Sarah je 19letá péřolidka (angl. featherfolk) ze světa Roak, která odešla na zkušenou do světa a slouží de facto jako silvalantská velvyslankyně v království Astral, de iure až později, když náhodou objeví zapomenutý jmenovací dekret od náčelníka jejího lidu. Je velmi dobrosrdečná a chová se k přátelům až mateřsky láskyplně. Je ale také následkem toho, že až do 15 let ji drželi doma, poněkud naivní a má problémy orientovat se v souvislostech a událostech kolem ní. Oproti ostatním péřolidem, kteří mohou díky svým andělským křídlům létat, toho ona z neznámých důvodů není schopná (ačkoliv má dle údajů výrazně vyšší hmotnost než ostatní péřolidé). Je tetou dvou protagonistů hry Star Ocean. Často musí čelit útokům Meracle, která Sarah považuje za kuře k jídlu. V boji využívá symbologii a máchá holí.
- Arumat P. Thanatos (エイルマット・P・タナトス - Eirumato P. Tanatosu)

Dabing: Hiroki Tóči (japonsky), Kyle Hebert (anglicky)
Arumat je 26letý eldarijský příslušník elitní 13. nezávislé obranné divize, tedy příslušník speciálních jednotek, zjizvený po celém těle. Sám sebe považuje za smrtku a je přesvědčen, že v boji všichni kolem umírají, ať už nepřátelé, nebo přátelé, jenom on zůstává, ačkoliv je přesvědčen, že brzy zemře také, neboť sám sebe geneticky pozměnil tak, že si zkrátil život ve prospěch vyšší bojové síly. Je velmi nepřístupný, avšak postupem času si k němu posádka SRF-003 Calnus najde cestu. V boji používá laserovou kosu.

## Příběh
V roce 2064 vyvrcholily spory mezi Federací světových republik s ostatními zeměmi, které přerostly v Třetí světovou válku. Během ní byla vinou poruchy dronu odpálena raketa s jadernou hlavicí na velkoměsto, což mělo za následek oboustranné odvety stovek, ne-li tisíců atomových zbraní a jiných zbraní hromadného ničení po celém světě. Zničující válka byla bojujícími stranami ukončena během čtrnácti dnů podpisem míru v ruinách Říma, avšak svět se ocitl v troskách, zahalen radioaktivní inverzí a hustá mračna zcela zakryla pohled na hvězdy, slunce i měsíc. Pobyt na zemském povrchu byl nebezpečný a místy zcela nemožný, a tak se zbylá populace lidstva stáhla do podzemních měst. Zbytky mocenských struktur se sjednotily do Velkých spojených národů (angl. Greater United Nations), aby se vizemi, jak dál, zažehnaly apokalyptické nálady. Cestu viděli v dobývání vesmíru.
První krok bylo založení Úřadu univerzálních studií a technologií – USTA (Universal Science and Technology Administration) pro soustředění zdrojů do vesmírných programů s cílem najít novou Zemi pro vymírající lidstvo. Trosky měst po celém světě sloužily jako odpalovací rampy pro kosmické lety na Měsíční základnu (Moonbase) na povrchu Luny a na její právě konstruovanou druhou část na oběžné dráze Luny, kde vznikla vědecká centra pro experimenty s cestováním nadsvětelnou rychlostí. V průběhu 70. let 21. století byl totiž navázán první kontakt s mimozemskou civilizací, ačkoliv pouze s vědomím vedení USTA, která Zemi zapůjčila své zastaralé technologie. Po pár nezdarech přišel v roce 2087 průlom, když armádní pilot Stephen D. Kenny rychlost světla překonal. Rok 2087 se stal rokem 1 S.D., vesmírného data (angl. Space Date), nového kalendáře. Zároveň USTA tajně vytvořil vesmírné průzkumné jednotky SRF (Space Reconnaissance Force), jež měly v nejbližších soustavách vyhledat novou Zemi. K výcviku jednotek SRF byli vybráni i Edge, Reimi a jejich kamarád z dětství Crowe F. Almedio. Stephen D. Kenny se stal velitelem Měsíční základny a vštěpoval kadetům SRF ideály o jejich poslání.

### Aeos
Hra jako taková začíná v roce 10 S.D. (rok 2096). Edge Maverick se k nelibosti Reimi naschvál nezúčastnil ceremoniálu na Luně k zahájení první ostré mise SRF, protože ji vedl neoblíbený, nabubřelý, obézní náměstek předsedy Velkých spojených národů Šimada místo Stephena D. Kennyho, jenž dorazil se značným zpožděním v tichosti vyprovodit zhruba padesát statečných účastníků výpravy na nedávno objevený obyvatelný svět Aeos v soustavě Sirius. Pilota Edgeho při předletové kontrole přerušila přes video extravagantní Welč Vínyardová, dálková technická podpora z USTA. Videopřenosem se s Edgem spojil i Crowe Almedio, kapitán jiné lodi, na kterého Edge žárlil, ale diskuze skončila vzájemnou výzvou soustředit se na misi. Do pilotní kabiny vstoupil Grafton, kapitán SRF-003 Calnus, a z nedostavěné Měsíční základny kolem Luny vyletělo postupně pět lodí SRF-001 až 005. Stephen D. Kenny na dálku popřál „Semenům Naděje“ šťastnou cestu. Lodě ve formaci doletěly daleko od Země k otevřené červí díře k Aeosu.
Jejich trasu narušil asteroid a vinou nedokonalosti technologie to vedlo ke ztrátě kontroly. Kapitán Grafton nařídil manuální nouzový výskok z hyperprostoru i za cenu poškození pohonu, a tak SRF-003 Calnus na povrch Aeosu havaroval. SRF-002 Balena, SRF-004 Dentdelion, SRF-005 Eremia havarovaly nedaleko a SRF-001 Aquila s kapitánem Crowem v čele byla nezvěstná. Edgeho kapitán Grafton pověřil průzkumem okolí, ale po návratu byli trosečníci v druhohorní krajině napadeni obřími pavouky a po zabití několika lidí napadli Reimi, kterou zachránil Edge. Kapitán Grafton mezitím ztratil kontakt s posádkou Eremie, a tak vyslal Edgeho prověřit situaci. K němu se vnutila Reimi s lukem a šípy. Grafton se spojil prostřednictvím hyperprostorové komunikace s velením SRF a informoval náměstka Šimadu, že na Aeosu zřejmě není žádných vyspělejších forem života, avšak kvůli haváriím lodí a střetům s pavouky žádal o pomoc. Šimada mnoho starosti o jejich životy neprojevil, avšak přislíbil pomoc od „nich.“
Edge s Reimi se prosekali přes houští a jeskyni s podivným kráterem až k SRF-005 Eremii, kde je na břehu moře polomrtvý příslušník její posádky varoval před meteoritem. Po dopravě na Eremii k analýze se proměnil v monstrum, a tak musel Eremii vyhodit do povětří ve snaze monstrum zabít. Poté svým zraněním podlehl. Na břeh přistála malá loď Sol, z níž vyskočil mladý mimozemšťan Faize, jenž pro ně doletěl na příkaz kapitána Graftona, avšak napadlo je ono monstrum z Eremie, Armaros. Po těžké bitvě, kdy se Edge a Reimi poprvé setkali se symbologií, kterou Faize používal, odebrali vzorek meteoritu ze zbytků Armarose. Faize jim vysvětlil fakta o navázání kontaktu eldarijců s USTA v roce 2074, před 22 lety. Pěšky se vrátili zpět ke Calnusu, kde mezitím vyrostla velká eldarijská prefabrikovaná mobilní základna, v čele s eldarijským nejvyšší velitelem Gaghanem a kapitánem Grafton. Eldarijci předtím zkoumali sousední soustavu a na rozkaz USTA se připojí ke zbytkům SRF a připraví Aeos ke společné kolonizaci. Eldaru totiž též hrozí zánik. Edgeho, Reimi a Faizeho pověřili pokračováním mise SRF. Po odpočinku Gaghan Faizeho požádal, aby zanechal Sol na základně, a pak kapitán Grafton představil opravený Calnus, na který eldarijci nainstalovali mnohem spolehlivější hyperpohon s technologií podprostorových bublin.
Dle Graftona byl SFR-003 Calnus od teď vyspělejší o několik staletí, ale on musí zůstat na Aeosu. Edgeho proto doporučil ke jmenování kapitánem lodi a seznámil ho s rozkazy průzkumu a pátrání po nezvěstné SRF-001 Aquile. Faize po prostudování pozemských údajů o blízkém vesmírném okolí navrhl jako cíl hvězdu HIP 57092. Cestou je kontaktoval Šimada, který Edgeho shazoval a žádal výsledky, nic jiného ho nezajímalo. Během letu má hráč možnost dělat privátní akce PA (Private actions). Reimi vyprávěla Faizemu o Croweovi, jenž byl ve všem vždy lepší než Edge a stal se nejmladším kapitánem. Faize vyprávěl o prvním kontaktu se Zemí a o svém meči, protože u něj v mládí zjistili potenciál. Edge vyprávěl o smrti svého otce Arnolda, kterého zabila příšera – biologická zbraň z Třetí světové války, kterou nožem zahnal pryč. V dílně se spojili s Welč Vínyardovou, jež si dělala legraci z Faizeho přeměnami svého hologramu do příšer.

### Lemuris
Přistáli na mrazivém světě a spatřili je místní obyvatelé ze středověkého městečka Triomu, kteří klekali na kolena a vzývali trojici jako bohy, kteří vyslyšeli jejich modlitby a přiletěli v nebeském korábu. Z takového uvítání byli rozpačití, ale nechali se odvést za nemocným stařešinou Ghimdem Triomem Phi. Pověděl jim o nemoci bacculus, měnící pacienty v kámen, a ukázal jim své zkamenělé nohy, ale i on se modlil k „Oceánu hvězd“ za jejich příchod. Dále je trápí útoky nových, záhadných příšer. Do domu dorazila jeho vnučka Lymle Lemuri Phi, nejzdatnější učednice symbologie obce. Faize byl překvapen takovou znalostí, ale pochyboval o jejích schopnostech. Lymle se naštvala a vyděsila ho vyvoláním Kerbera. Lymle je jako jediná nepovažovala za bohy, ale za přátele, kterým říkala Edží, Rejrej, avšak na Faizeho zůstala naštvaná. Chystala se na sever do Alanairské citadely k Prorokyni, aby získala symbol k léčbě bacculu. Ghimdo jí zakázal jít sama, ale Edge nabídnul doprovod, oficiálně dle instrukce o odstranění překážky ke kolonizaci.
V mrazivé tundře i v prostorách Alanairské citadely bojovali s ještěřími netvory, kterým velel dračí mlok, jenž zajal Prorokyni. Po jeho porážce se v síni zhroutil strop, který Prorokyni zabil, ale Lymle na sloupu se jmény zasvěcených uviděla jméno své první učitelky symbologie, Lutey z nedaleké vesnice Woodley. Zašli k ní domů, avšak dle Lutey byl dotyčný symbol nepoužitelný kvůli odlišnému původci, musí nejdřív identifikovat zdroj nákazy. Vrátili se za Ghimdem pro vodítka, který si vzpomněl, že epidemie začala s pádem jiného nebeského korábu do údolí Rinoa, tehdy se objevili i ještěři. Edge hodlal prověřit, zda se nejedná o SRF-001 Aquilu. Nakonec zjistili, že tato loď není pozemské konstrukce a prohlédli si kamerový záznam masakru posádky na můstku stejnými příšerami, jimiž se hemží zdejší krajina. Faize toto plemeno identifikoval jako cardianony. Ve strojovně spatřili obrovský vznášející se drahokam, složený ze stejného materiálu jako meteorit na Aeosu, který byl zřejmě zdrojem bacculu. Kámen symbolu od Lutey zareagoval a v mohutném záblesku se rozpadl. Uvolněná energie zasáhla mrtvého cardianonského kapitána lodi a přeměnila ho v ohavnou zrůdu, Barachiela, jenž po své porážce zmizel s oslepujícím zábleskem, který proměnil všechny cardianonské příšery v kámen.
V Triomu zjistili, že cardianoni mezitím na obec zaútočili a Ghimdo s překonáním bolesti organizoval obranu, ale na návsi zkameněl. Do Triomu dorazila Lutea se zprávou, že celý svět zasáhlo podivné světlo a proměnilo ještěry i všechny pacienty s bacculem v kámen. Edge si dával tyto ztráty na životech za vinu, avšak Lutea mu poděkovala. Edge na Faizeho návrh nařídil najít zdroj těchto obřích drahokamů. Zdrcená Lymle zůstala osiřelá a přijala Edgeovu nabídku doprovodit je na další cestě. Lutei při loučení slíbila, že se vrátí jako mistr symbologie. Edgeho zajímalo jméno tohoto světa. Lymle pověděla, že má název – Lemuris, které je obsaženo i v jejím jménu. K nelibosti Reimi malovala hůlkou symboly v Calnusu. Faize dle analýzy dat z cardianonské lodi určil souřadnice jejich domovského světa, Arcturus VIII. V datech našel i fotografii SRF-001 Aquily. Během letu je kontaktoval místo náměstka Šimady asistent velitele USTA, Heinz, který je chválil za odvedenou práci. Edge ho v hlášení informoval o incidentu s cardianony a o stopě po Aquile.
Lymle byla z uzavřeného prostředí Calnusu nesvá. Ve skladišti přistihla Faizeho potají cvičit se v boji s mečem. Snadno se skamarádila s Welč, která si z její dětskosti a nepochopení, že je jen hologramem, dělala legraci, ale Lymle se jí pomstila Kerberem. Lymle za letu vyvolávala Kerbera i nadále, aby ho cvičila, což Faize považoval za nebezpečné, ale Lymle Kerberovi strčila hlavu do tlamy, že je prý hodný. Faize pak strčil do jeho tlamy ruku, ale málem o ni přišel. 28. března 10 S.D. Reimi slavila 20. narozeniny. Během letu Welč vymyslela hru a chlubila se údajně novými brýlemi. Přiměla Edgeho podívat se zblízka, pak na něj zpoza jejího hologramu vybafla Lymle. Totéž zkusili na Faizeho, avšak Lymle po bafnutí narazila ústy na jeho ústa, tedy si dali první polibek. Zatímco Welč vyváděla, oba se hádali, kdo za to může.

### Cardianon
V soustavě Arcturus namísto domovského světa cardianonů spatřili jen obří mateřskou loď, jež je vlečným paprskem vtáhla do hangáru. Edge nařídil najít informace o Aquile, o aktivitách cardianonů, vypnout vlečný paprsek a vyhnout se agresi. Stráže však zahájily bez varování palbu. Potyčku sledovala z můstku nad hangárem záhadná, spoře oděná žena s vodorovnýma, dlouhýma, špičatýma ušima. Z počítačového terminálu zjistili, jak vyřadit vlečný paprsek a došli až ke spacím komorám, kde uslyšeli ohlušující exploze z okolních chodeb. V dalším terminálu zjistili, že cardianoni vedou kampaň s cílem likvidovat nerozvinuté civilizace, a prohlédli si fotografii drahokamu, jaký byl na Lemurisu, nazvaný „Zvěstovatelé boží vůle“ (angl. Epiphanies of Guidance), a o důležitosti hlavní izolační komory. Byli však dopadeni a teleportováni do vězení, kde nefungovaly zbraně ani symbologie. Přes video k nim promluvil cardianonský velitel lodi, který teleportaci chválil jako moudrost poskytnutou Zvěstovateli boží vůle. Čtveřici urážel jako podřadné bytosti, protože cardianoni jsou bohy vyvoleni k vládě celému vesmíru. Z analýzy skenu zjistil, že Edge a Reimi jsou „potomci Muahů,“ a tak oběma nařídil zastavit ocelového obra, jenž s komplicem, rovněž s krví Muahů a se symboly SRF, ničí loď. Edgeovi došlo, že se jedná o Croweho, a tak křičel doufaje, že ho ocelový obr uslyší, aby mateřskou loď rozsekal na kusy, neboť cardianoni jsou šílenci.
Více než dvoumetrový ocelový obr odstranil hlídače, odstřelil vstup do vězení a stručně se představil jako Bacchus D-79, morphus. Zdvořile odložil jejich dotazy na později, nejprve chtěl splnit poslání zničit „Zvěstovatele boží vůle.“ Promluvili si až v kontrolní věži, kde vysvětlil, že morphusové vypadají jinak, ale on své tělo „přebudoval“ do robotické podoby, aby vykonal poslání morphusů: zajistit další existenci života ve vesmíru. K tomu dodal, že morphusové tak činí v zájmu přežití svého druhu. Popsal dějiny cardianonů, kteří ještě před 200 lety neuměli ani mluvit, ale na jejich domovský svět dopadl objekt, jenž je pozměnil na masu hyper-technologicky vyspělých, fanatických, agresivních dobyvatelů, kteří se tedy nevyvinuli přirozeně a urychlený vývoj způsobil zánik jejich světa a nepřirozené mutace. Dle Edgeho jsou oni svým způsobem též oběti, ale musí být zastaveni. Bacchus tedy nyní loví grigorije (tak morphusové nazývali Zvěstovatele boží vůle), kteří očarují obyvatelstvo, pak celý svět, aby zničili celý vesmír. Edge tedy Bacchusovi nabídl pomoc podobně jako Crowe, jehož nouzový signál Bacchus zachytil, avšak Crowe napadl s posádkou Aquily cardianony sám, a tak je dohnal až u hlavní izolační komory, kde se vzdali. Bacchus jim pomohl uniknout a poslal je na En II (výslovnost: É-en dva) doručit jeho hlášení.
V hlavní izolační komoře nalezli grigorije, mnohem většího než na Lemurisu, kterého Bacchus zničil speciální raketou. Dovnitř vstoupil velitel cardianonské lodi, navlečený v robotickém exoskeletu. Edge se mu snažil promluvit duše, avšak ten se považoval za boha, který je „vším“ a zároveň „jedním,“ a proměnil se díky prachu zbylého po grigorim v příšeru Sahariela. Umírající velitel cardianonů se pokusil zaútočit ještě granátem, jehož výbuch kryl Bacchus, ale jeho robotické tělo poškodil tak, že nebyl bez cizí pomoci schopen chůze. Vypnuli hlavní reaktor i vlečný paprsek, ale aktivoval se nouzový evakuační režim, který zahájil odpočet skoku do hyperprostoru neznámo kam, odkud nejspíš nebude návrat možný. Bacchus ostatní vyzval, aby se zachránili evakuační chodbou bez něj. Ostatní ho odmítli opustit, a tak ho vláčeli po zemi. Dařilo se jim překonávat včas uzávěry koridoru, ale poslední už nestihli. Symbologií ho vytáhla nahoru vyzývavá žena, která však nespatřila svůj cíl a zklamaně odešla. Zamířili na Calnus, posadili poškozeného Bacchuse do dvojkřesla v pilotní kabině a odletěli pryč. Poté desítky kilometrů široká mateřská loď cardianonů zmizela v hlubinách vesmíru. Edge jejich zločiny omlouval, že nebýt grigorijů, nenapadli by Lemuris ani další světy.
Zatímco Lymle k nelibosti Reimi malovala na podlahu symboly, porouchaný Bacchus mumlal, že Crowe měl o Edgeově přímočarosti, která ho hřeje, pravdu, a pustil se do svých oprav. Na jeho návrh letěli na En II. Kontaktoval je náměstek Šimada, kterého zajímaly jenom výsledky a Edgeho opět shazoval. Když přišla řeč na Aquilu, Šimadu vůbec nezajímala posádka, ale zda je v pořádku loď. Dlouhou cestu na En II Bacchus trávil ve společenské místnosti s morphuskou deskovou hrou, připomínající šachy. Lymle a Edge opět našli Faizeho ve skladu trénovat boj, pochválil jeho zlepšení a dali si tréninkový duel. Pak Edge šmíroval Reimi ve sprchách a ta po něm střílela šípy. Edge nalezl útočiště v Bacchusově kajutě, kde se dověděl o výhodách a nevýhodách robotického těla a také o jeho manželce. Ve společenské místnosti se k Edgeovi přitulila Lymle, protože je sama. Sledoval je Faize, jehož vyrušila Reimi, což vedlo k probuzení Lymle. Ta později žádala v nebeském korábu-Calnusu letět k rudé hvězdě za zesnulými rodiči a dědečkem Ghimdem. Aby ji nerozrušili, řekli, že rudá hvězda je velmi, velmi daleko. V bojovém simulátoru si Edge povídal s Reimi a vzpomínali na minulost a dětské sliby. V dílně si Welč dělala legraci z Bacchuse, kde se schovávala za kartony s kresbami staré módy.

### Druhá Země
Cestou byl Calnus nucen nouzově vyskočit z hyperprostoru kvůli černé díře. Faize nad Calnusem ztratil kontrolu, a tak je nasála dovnitř. V mžiku se ocitli na oběžné dráze Země, prudce vletěli do atmosféry a Calnus ubrzdili těsně nad městečkem ve státě Nové Mexiko. Bacchusovy teorie o přežití kontaktu s černou dírou nikoho nezajímaly, protože si Edge s Reimi uvědomili, že jsou doma, ale trochu jinak. Všem tedy vysvětlili, co se na Zemi stalo před jejich narozením, ale po globální kontaminaci zde nebylo památky. Nedokázali se ani spojit s USTA. Lymle chtěla jít ven, avšak Edge to povolil jen sobě, Faizemu a Bacchusovi. Městečko bylo úplně opuštěné. V prodejně u benzínové pumpy nalezli vědecký magazín Chime s článkem o testu vodíkové bomby. Edge usoudil, že se přesunuli v čase 139 let do minulosti. Faize nechtěl věřit, avšak Bacchus zachytil radio signál se zprávou, že před třemi dny Rudí vypustili první umělou družici do vesmíru. Nacházejí se tedy skutečně na Zemi, 7. října 1957. Edge to chtěl odůvodnit Faizeho teorií o narušení červí díry, ale to nezpůsobí cestování časem. Pak slyšeli přijíždět armádní vozy s vojáky.
Za pumpou je oslovil zasmušilý muž, který je vyzval ke zdrženlivosti. Tento Klaus Bachtein je pozval k sobě domů a mezi dveřmi je překvapila Lymle, kterou zde Klaus ukryl. Lymle přiznala, že kvůli jejímu útěku z Calnusu zajali Reimi. Klaus vysvětlil, že přistáli do Oblasti 51 a opuštěné město je kamufláž. Edge uznal chybu v rozdělení se a hodlal zachránit Reimi. Do základny se však násilím nedostanou, proto budou fingovat zadržení. Faizeho zajímal důvod, proč jim Klaus pomáhá, a tak jim vyprávěl, že byl vědcem pracujícím s mimozemskými technologiemi, o jejichž existenci veřejnost neví, a proto vědci musí krotit nadšení, obzvlášť nyní, když se jim do rukou dostal nepoškozený Calnus a nezraněná „mimozemšťanka.“ Jakmile budou vědci moci své objevy o mimozemských technologiích veřejně prezentovat, stanou se hrdiny, aniž by si uvědomili nebezpečnost takového počínání. Klaus zklamaně prohlásil: „Který vědec přijme vědecký průlom na stříbrném podnose?“ Lidstvo se dle něj musí vyrovnat mimozemšťanům vlastními silami, na takové technologie není dosud připraveno. Požádal je tedy, aby po záchraně Reimi Zemi opustili. Dále po nich chtěl zachránit mladistvou mimozemšťanku Meracle s kočičíma ušima a ocasem a vrátit ji na její domovský svět.
Nedaleko města u telefonní budky se Bacchus optickou kamufláží zneviditelnil a posbíral zbraně. Ohromený Klaus zatelefonoval Mille, že se vrací do práce a uznává její pravdu. Výtahem sjeli do podzemí, kde vojáci zatkli Edgeho, Faize a Lymle. Klaus velitele vojáků varoval před „tou“ technologií a nenápadně dal Edgeovi pokyn vyčkat na uvolnění centrálního zámku. Poté nastal chaos, když vojáci bojovali s vězněnými zvířaty a Klause zbili. Ten poté vytáhl z kapsy Meraclinu okarínu. Přes přerostlé gorily a nebezpečné šedivé mimozemšťany s velkýma černýma očima se probojovali k cele, z níž vyběhla mladá kočičanda, jež z leknutí s ohlušujícím vřískotem utekla. V rohu jiné chodby se kryla před útoky příšery Genomic s hlavami různých zvířat místo končetin. Tuto zrůdu po těžkém boji zabili. Meracle všem z vděčnosti olízla obličej a omluvila se za útěk. Edge jí řekl, že Klaus chce, aby ji vzali domů, ale ona nevěděla, odkud pochází, pamatuje si jen na loď, kam se vetřela jako černý pasažér, kterou se dostala na Zem kvůli černé díře. Ona jako jediná přežila. Žádala, aby vzali profesora Bachteina také, protože na ni byl hodný.
Pronikli do hangáru, kam vojáci umístili Calnus, kde se střetli s ředitelkou výzkumu, Millou Bachteinovou, Klausovou exmanželkou, kterou naježená Meracle nenávidí. Milla žádala pochopení a přiznala, že Klaus kvůli jejím praktikám základnu opustil. Srdceryvně vyprávěla o snaze zachránit Zemi před znečištěním a prozradila, že od Reimi ví všechno. Chce vyvinout bezpečný zdroj energie a nalákala Edgeho na myšlenku změnit budoucnost. Ten jí přes nesouhlas Faize i Bacchuse předal ke studiu exalithiový krystal výměnou za slib, že zanechá experimentů s mimozemšťany. V jiné hale si Bacchus prohlížel tamní zařízení. Reimi tam drželi v buňce pod uspávadly. Milla buňku uzamkla a nechala zvednout do vzduchu. Reimi jí totiž vyzradila nejen původ, ale i antihmotový pohon Calnusu. Podvedla je. Dle Milly prý budou lidé v budoucnu mimozemšťanům vládnout. Faizemu s Bacchusem došlo, že sestrojila primitivní antihmotový reaktor a k ovládání anihilace párů hmoty a antihmoty k výrobě energie je potřeba exalithiový krystal. Bacchus si byl jistý, že se přetíží. Milla je odposlouchávala, ale nic ji neodradilo. Její „syn“ Kevin je dokonalý a spustila jej. Edgeovi došlo, že Milla zešílela.
Reimi se sice probrala, ale na zastavení reakce bylo pozdě. Edge nařídil na naléhání Faizeho a Bacchuse opustit tuto Zemi, avšak stěnu Bacchus rozstřelit nemohl kvůli materiálu, který vydrží i jaderný výbuch. Osvobodil je až Klaus. Meracle ho objala, ale bylo to rozloučení navždy. Vrátil jí okarínu, vyzval ji k návratu domů s novými přáteli a výtahem sjel dolů k Mille. Reakce se již přelila mimo prostor reaktoru a strop polilo rychle se šířící fialové pole energie. Klaus zezadu objal Millu, přiměl ji pochopit, že jejich skutečný syn Kevin nezemřel její vinou, a omlouval se, že ji opustil, avšak ten by nikdy netoužil po takovém konci světa. Oba exmanželé v obětí zemřeli. Edgeova družina doběhla ke Calnusu, ale Meracle váhala, zda se nevrátit za profesorem, pak skočila přes zhroucenou rampu do dveří. Jenže bez exalithiového jádra bylo nemožné vzlétnout. Meracle si hladila zelený náhrdelník a vzpomněla si, že jí ho Klaus daroval výměnou za okarínu. Faize v něm nalezl značně koncentrované exalithium, které po zapojení poskytlo mnohonásobně více energie než předešlé. Ihned vstoupili do hyperprostoru. S jejich odletem definitivně selhal reaktor Kevin a řetězová reakce způsobila implozi Země.
Oslepující výbuch je vrátil do správného časoprostoru. Edge se s chvějícím se hlasem obviňoval ze zničení Země. Faize ho marně uklidňoval, že reakci nešlo zastavit, ale Edge vztekle křičel, že to celé odstartoval on sám, a je úplně jedno, zda šlo o jejich Zemi nebo alternativní. Neuklidnila ho ani Meracle, že ji přece zachránil. Bacchus zjistil, že nový exalithiový krystal přetěžuje pohonné jednotky, tedy navrhl podsvětelnou rychlostí nouzově přistát na nejbližší svět – Roak, kde opraví loď a zkalibrují pohon. Edge upadl do deprese a vůbec nereagoval. Reimi příslušný rozkaz vydala místo něj. Cestou je kontaktovala Welč, a to znamenalo, že Země stále existuje. Welč spatřila Meracle a vyváděla, že si pořídili kočku. Reimi však přenos náhle vypnula s vysvětlením, že není čas na hlouposti. Edge své jednání přirovnal ke cardianonům. Rozhřešení mu dal Bacchus, jenž se kdysi cítil podobně. Rozmluvu přerušil útok černě zbarvené, rudě světélkující lodi, na kterou střílela eldarská loď 13. nezávislé obranné jednotky Arumata Thanatose, jenž je varoval, aby se mu nepletli do cesty. Před přistáním na Roaku čekal Faize na Edgeho rozkazy, jenže ten nebyl schopen slov. Reimi tedy oficiálně přebrala velení.

### Roak
Přistáli v divočině Astralského kontinentu, skrytí Bacchusovou optickou kamufláží, aby nerušeně provedl údržbu Calnusu. Roak odpovídal zhruba pozdnímu středověku na Zemi a Edge nehodlal do zdejšího dění nijak zasahovat. Proto svůj pobyt zde stráví Bacchus zamaskovaný. Vyrazili směrem k pobřeží s majestátním majákem. Meracle byl po vidu i čichu Roak povědomý, přesto však jiný než z raného dětství. Reimi rozhodla najít nejbližší město a zakázala prozrazovat místním, odkud pochází. Mezi skalisky spatřili ženu v černém kroji na hřbetě obřího králíka růžového zbarvení. Zde Reimi rozbolela noha. Dorazili do města Tatroi, kde před bránou spatřili průvod kočičanů v černých hábitech, mumlajících podivnou modlitbu, a Reimi opět rozbolela pravá noha. Na náměstí s obří sochou zaslechli volání o pomoc z boční uličky a Reimi se rozhodla zasáhnout, protože tři zahalenci v černých hábitech odváděli křehkou okřídlenou dívku a beze slov tasili meče. Edge je zahnal na útěk a pak zmateně prohlásil, že neměl v úmyslu se vměšovat.
Tato Sarah Jerandová poděkovala za pomoc, Lymle nadchla její křídla a Meracle na ni dostala chuť jako na kuře. Sarah se divila Bacchusově velikosti, jenž se omylem odmaskoval, a řekla, že v Očistci (Purgatorium), v nejstarší památce na Astralském kontinentu, se tamní sochy pradávných Muahů podobají Edgemu a Reimi. Reimi se lekla a Faize si vzpomněl, že výraz Muah slyšel od cardianonského velitele. Reimi uznala, že se „tomu“ musí postavit čelem, a tak jim Sarah nabídla své služby průvodkyně. Edge však odmítl doprovod od místní a nevybíravým způsobem ji poslal pryč. Ta se zdvořile rozloučila s tím, že bez králíka od kočovníků před městem se k Očistci nedostanou. U jejich velkého stanu se Reimi optala stařešiny, mumlajícího neznámým jazykem. Překládala jim jeho vnučka, kterou viděli dříve v krajině na králíkovi. Do Očistce se skutečně dostanou jedině na králíkovi kvůli tekutému písku v poušti. Poskytla jim vybavení pro lov a pomocí symbolu přenosu ukázala svého růžového králíka, v podstatě teleportací z lesa. Faize se nadšeně pustil do vysvětlování. Teleportaci, navíc s použitím jediného symbolu, nevyvinuli ani eldarijci. Dívka se smála a vysvětlila, že symbol se v kmeni „Otevíračů,“ dědí po generace, a tak ho to naučí, pokud se ke kmeni přidá. Faize se s dívkou ocitl o samotě, ta mu darovala černou šálu, aby se ho divocí králíci nebáli. Padli si do oka.
Lymle však jeho novou šálu neocenila. Avšak při lovu králíka Reimi zkolabovala. Měla vysokou horečku, a tak ji odnesli do hotelu v Tatroi, kde pobývala i Sarah, kterou trápila noční můra o zkáze Roaku a vzkříšení arciďábla. Meracle s Lymle zjistily, že Reiminy ruce zešedivěly a ztuhly jako kámen, jako při bacculu, avšak Bacchus nemoc identifikoval jako zdejší smrtelnou, kamenitou nemoc. Lék dle Sarah dostanou na hradu Astral a divila se rychlosti šíření příznaků. Sarah citováním své kamarádky vyburcovala Edgeho k akci. Na lodi plující řekou se jí omluvil za své chování. Sarah se lépe představila. Je péřolidka (angl. featherfolk), avšak neumí létat. Vyprávěla o skvělých dlouhodobých vztazích péřolidí s astralskými králi, kteří od minulé epidemie kamenité nemoci dozorují distribuci léčiva. Navrhla mu jít do Očistce přes přístav Tropp, aby zašel k její kamarádce Eleyně Farrencové. Meracle se začala vyptávat, zda to není „velká vědma, světice, lady Eleyna“ z komiksu Eleyna a Kočka žrout, která je krásná, hodná, moudrá a cudná, ujala se nenažrané kočky a pomáhala ostatním. Faize pochyboval, avšak Sarah potvrdila, že Eleyna vládne prorockými schopnostmi a pomáhá lidem v návratu na správnou cestu.
V hotelu v Astralu si Sarah všimla, že se Reimina infekce skoro zastavila. Na hradě zařídila audienci u krále Astrála, jenž přislíbil dodání léčiva. Sarah se optala na neobvyklé věci poslední doby, ten zmínil další epidemii kamenité nemoci, nedostatek ingrediencí pro lék a nepokoj šířený církví Sydonai, uctívající arciďábla. Při čekání na lék v komnatě si Edge všiml podezřelého svalnatého kočičana-horala s tetováním. Po návratu do trůnního sálu král úkoloval gardu dopadením bandity „Černého Orla,“ jehož popis odpovídal osobě, kterou Edge viděl, a tak se pustil do pátrání po zloději ingrediencí. Vystopoval ho v tatroiském koloseu, kde si chtěl deseti výhrámi v gladiátorských soubojích zajistit milost. Edge se s ním hodlal střetnout, ale měl strach, že by jeho účast přinesla změny ve vývoji zdejšího obyvatelstva. Kvůli Reimi to však podstoupil. Byl v pořadí desátým soupeřem pro Černého Orla a porazil ho. Edge ho přinutil vydat ukradená léčiva a ingredience, dále zjistil, že mu za to zaplatili. Tři královští gardisté v čele s Liasem Warrenem Černého Orla zatkli. Lias pak vyhlásil „mistra Edgeho“ za vítěze a hrdinu, jenž zachránil stovky životů.
Reimi se po vypití léku rozzářilo znamení na krku a infekce okamžitě zmizela. Sarah se divila, protože léčba obvykle trvá dlouho, a tak Reimi prozradila své tajemství. Na Zemi, kontaminované radiací, vědci zkoumali možnosti, jak tomu lidský organizmus přizpůsobit. Dle „Projektu Naděje“ byli vytvořeni vylepšení lidé z DNA získaného z pozůstatků 12 tisíc let staré civilizace Muahů jako „Semena Naděje.“ Vznikly tři úspěšné vzorky: Reimi, Crowe a Edge, kterým se v extrémním podmínkám nebo v emocích aktivuje znamení a zvláštní schopnosti. Edge si vzpomněl, že mu občas zářila pravá ruka. Reimino tělo se přizpůsobí otravě nebo nákaze, proto měla infekce tak podivný průběh. Ostatní nechali Edgeho a Reimi o samotě a ta mu vyprávěla o smrti kamarádek v zamořené krajině kvůli ozáření. Rodiče ostatních dětí ji označili za zrůdu, protože jediná přežila, a tak jí její rodiče pověděli všechno. Edge ji plačící objal a dodala, že on je jiný a to nejlepší ještě ukáže.
Vyšel před hotel na vzduch, kde ho napadla skupina tří kočičanských výrostků, kteří chtěli jeho mocný meč z arény. Jejich choutky přirovnal k Mille Bachteinové a utvrdil se v přesvědčení, že jeho holá přítomnost na Roaku je nepřípustný zásah. Bojoval beze zbraně, než je zneškodnil blesk. Sledovala ho totiž spoře oděná žena z cardianonské mateřské lodi, Mjuria Tionýsová. Hledala Croweho, vraha jejího muže, aby se mu pomstila. Během noci Sarah někdo unesl a dle svědků jsou únosci stejní jako minule, a tak se Edge rozhodl ji znovu zachránit. Stopy vedly k Očistci, a tak se Faize vrátil ke stanu „Otevíračů,“ který zůstal prázdný. Polapili obřího králíka, dojeli na něm do Troppu, avšak Eleyna také nebyla doma. V Očistci též nikdo nebyl, ale spatřili další pírko ze Sářiných křídel a dvě sochy Muahů. Meracle čichem zjistila, že ji unesli směrem do slepé uličky a navrhla vrátit se do Troppu pro vodítka k lady Eleyně.
Na náměstí v Troppu promlouval podivný muž s výrazným knírem k obyvatelům a sliboval spásu od všemocného Asmodea, který bude brzy vzkříšen. Ve vyděšených měšťanech zasel pochybnosti o spravedlnosti ve světě a sliboval spásu zničením prohnilého světa, které otevře bránu novému životu ve věčném štěstí. Poté sydonaisté opustili město. Edge rozhodl to neřešit a jít rovnou za Eleynou. Tentokrát bylo otevřeno, přesto nebyla doma. Sydonaisté ale dům podpálili. Těsně před udušením a propadem stropu šestici zachránil symbol přenosu. Ocitli se v podzemí, kde je čekala lady Eleyna Farrencová. Věděla, že dorazí, že je Sarah jejich přítelkyně, a že málem uhoří v jejím domě. Dožadovala se panovačně a přezíravě vděku za záchranu a pozvala je na čaj. Meracle si takto světici lady Eleynu nepředstavovala. Eleyna ji slyšela a samolibě si tak začala říkat. Faize uznal, že zvěsti nelhaly, avšak Meracle drze řekla, že ten symbol přenosu aspoň měl zafungovat rychleji. Eleyna ji napomenula, že by pak nevyjádřili náležitý vděk. Meracle vykřikla, že lady Eleyna má přece být krásná, hodná a moudrá, Eleyna s úšklebkem dodala, že to je celá ona do písmene.
Eleyna dále vyzvala „zlobra“ ukázat se a Bacchuse s vypnutým maskováním nechala za dveřmi úkrytu. Na opačnou stranu jeskyně mířili sydonaisté, které zastavila Mjuria, jež měla nařízeno zastavit vzkříšení, a poslouchala rozhovor. Církev Sydonai, jejíž členy má Eleyna za idioty, unesla Sarah a ohrožuje Roak, protože potají po tisíce let uctívá Asmodea a poslední dobou jsou více a více vidět. Zkusili naverbovat i ji. Ostatní nevěřícně zírali, a tak Eleyna pověděla, že oni na Roak přicestovali z Oceánu hvězd. Oboje by lidem znělo stejně nesmyslně a opakovala, aby ji nepodceňovali. Zná spolehlivou metodu věštění, předzvěst (angl. Augury). Věděla, že k ní Sarah, kterou má za skoro vlastní sestru, přivede „zajímavé“ hosty, kteří zmaří vzkříšení. A tak žádala zastavit obřad sydonaistů, na Asmodeův návrat je příliš brzy. Jeho vzkříšení je v budoucnu skutečně neodvratné, ale jiná skupina válečníků ho nadobro zničí. Nyní musí zachránit Sarah, krvavou oběť pro Asmodea. Edgeho zajímalo, co se stane, když selžou. Eleyna se uvedla do transu, vstala, obklopila ji žlutá aura, a popsala zkrvácené tělo a peří, které pozře Asmodeus, jenž zahájí soudný den, na jehož konci je vše spáleno na popel a nebude z temnoty úniku. Zmožená Eleyna opakovala, že se smrtí Sarah zhyne vše. Ukázala svou pokornou stránku a litovala, že víc nezmůže. Edgeho prosila, aby spasil svět. Ten žádal, aby ho k tomu nenutila. Se slovy, že je bláznivý výrostek, omdlela.
Faize žádal vtrhnout do Očistce násilím, což Edge odmítal a chtěl počkat na probuzení Eleyny. Faize mu vyčítal jeho strach a chování po zničení druhé Země i při záchraně Reimi. Ta rozepři rázně ukončila a rozhodla počkat na probuzení Eleyny, která se probrala až ráno a předala Edgemu vstupní čipovou kartu, jež získala od Muahů, a bez níž se daleko nedostanou ani násilím. Vyzvala „toulavou kočku“ Meracle, aby se k ní potom vrátila, a pověděla víc o „světici lady Eleyně“. Edgemu promluvila do duše, aby si přestal o sobě tolik myslet. Oceán hvězd je nekonečný a nemůže vše ochránit sám. Jeho schopnosti a rozsah toho, co svede, jsou omezeny a přes spuštění mohutné vlny, jež pohltily vše okolo, k tomu jeho vlastní skutky zdaleka nestačily. Přispěl k tomu bezpočet dalších faktorů. Ať se trápí, strachuje a naříká, ale ať se nikdy nezastavuje. Zbaven pýchy pozná, co doopravdy svede a co jako jediný dokáže, má k tomu Reimi, „dítko naděje“, zrozené pod ochranou Muahů. Venku se Edge usmířil s Faizem a objevila se Mjuria, protože jejich cíl je stejný jako její morphuská mise. Edge pak musel Reimi vysvětlit její záměry s Crowem.
V hlubinách Očistce Faize v jedné kobce pootevřenými dvířky sledoval dva sydonaisty, kteří mluvili o neúspěchu šíření kamenité nemoci ani díky uplacení nevěřícího a o obětování Sarah a jiné dívky. Faize vtrhl dovnitř, načež oba vypili jed, který je okamžitě usmrtil proměnou v kámen. V nejspodnějším patře našli spící Sarah na oltáři a před ní stál kníratý kočičan z Troppu. Přivítal je slovy, že je k němu dovedla velkolepost Asmodea, a vyzval je k modlitbě za jeho vzkříšení, zničení světa a stvoření nového. Edge rázně žádal vrácení Sarah a Bacchus s ostatními chtěli, aby nedělal hlupáka. Optal se tedy, zda jsou činy církve pomáhat nevyhnutelnému a smrt Sarah skutečně hřích a snažil se je přesvědčit, že si to přeje sama Sarah. Přijetím kočičanské podoby poznal lidskou chamtivost. Ukázalo se, že tento sydonaista je ve skutečnosti grigori. Jeho proslov Edgeho naštval tak, že se mu rozsvítilo znamení Muaha, které posílilo přátele okolo. S tímto Tamielem, jenž povolával na pomoc démonickým symbolem velké množství sydonaistů a používal nebezpečné laserové zbraně, bojovali, až ho porazili.
Umírající Tamiel se omlouval se Asmodeovi, že mu chamtivost zabránila v jeho vzkříšení. Aktivoval démonický symbol a odeslal se do pekelného světa. Zbyla jen obří díra v podlaze. Sarah vyvázla nezraněna a vyjádřila vděk. Pověděla o okolnostech únosu tak, že vůbec netušila, co a proč se stalo. U Edgeho poznala, že byl u Eleyny a vypadá mnohem lépe. Edge se málem rozplakal a děkoval, že ji a Roak zachránil a nezkazil to. Zatímco ho Sarah utěšovala, Faize zkoumal druhý, zaschlou krví potřísněný oltář. Nad propastí zahlédl zlatou sponku do vlasů jeho milované z kmene „Otevíračů“. V šoku a smutku se potichu chechtal a začaly mu rudě žhnout oči. Vytrhli ho ostatní, když ho volali k Sarah. Trochu se vzpamatoval, ale nikomu neřekl, co viděl a cítil.
Venku Sarah řekla, že půjde Eleynu informovat, že „pan Asmodeus“ nebyl vzkříšen, roztáhla křídla a klouzáním se snesla z útesu daleko od nich. Reimi uznala, že se díky Eleyně cítí lépe i ona a zvláště po projevu Edgeovy pravé síly v boji s Tamielem. Lymle si všimla Faizeho zármutku a v jeho očích na vteřinu zahlédla rudé žhnutí. Edge poté přijal zprávu od Welč, aby se ihned vrátili. Stavili se u Eleyny, jež žádala vyčištění komínu jejího úkrytu od příšer, a pak pro Meracle vystrojila hostinu a pozvala ji k sobě bydlet. Welč se rozčílila, že byli pryč tak dlouho, všimla si Mjurie a peskovala Edgeho za skandální jednání, vzít na loď tak přitažlivou ženu. Pak Welč konečně sdělila rozkaz od vedení USTA, a to vyšetřit ztrátu spojení se zemsko-eldarskou kolonií na Aeosu. S Eldarem bylo též náhle ztraceno spojení.
Opustili soustavu Roaku a Edge se díval na hlavním monitoru na jeho fotografii. Meracle poznala tvary kontinentů a řekla, že Roak skutečně bude její domovský svět. Lym se na dálku loučila se Sarah a Edgeho zajímalo, co asi právě dělá, když ta se náhle objevila ve dveřích pilotní kabiny. Povedlo se jí najít neviditelný Calnus a dostat se dovnitř. Lym a Meracle byly nadšené, pak si Sarah všimla Roaku na monitoru a po pochvale, jak krásně vypadá z vesmíru, vyprávěla o nočních můrách o jeho zničení a o vzkříšení Asmodea, které ji dlouho trápily. Totéž viděla v předzvěstech i Eleyna, ale viděla též skupinu návštěvníků od Oceánu hvězd, kteří Roak zachrání, a kterým poté pomůže na další cestě. A nyní i chce, proto Edgeho žádala, aby směla zůstat, s ním má pocit, že dovede létat. Edge jí vysvětlil, proč byl tak smutný a stále ho to trápí, ale pobyt na Roaku ho díky přátelům, setkání s ní a s Eleynou částečně vyléčil, a tak jí vyhověl. Mezitím se Faize držel za šálu a zase mu rudě žhnuly oči. Mjuria zaujala místo pilota a Sarah se pod Bacchusovým vedením zaučovala na pozici navigátora.
Během cesty na Aeos Lymle cvičila Kerbera, avšak záhadná kočka mu ukradla odměnu-sušenku přímo z tlamy, později se ukázalo, že Meracle je schopná se proměnit. Mjurii zajímal Reimin luk a hravě vyvrátila její tvrzení jako únik od trápení, od kterého když se oprostí, pak to bude skutečný trénink mysli. Lym se svěřila o změně Faizeho chování, a tak mu Edge vysvětlil, že o něj má starosti. Edge se vyspal a po probuzení vedle něj spala Meracle. Do jeho kajuty vešla Reimi a v rozčilení mu dala facku, ale potom se usmířili. Edge našel ve skladu trénovat vzteklého Faizeho, rudě mu svítily oči a hlavou se mu honily vzpomínky na druhou Zemi, na zklamání z Edgeho a na dívku z Roaku, kterou nezachránil. V kajutě si promluvil s Meracle o její cestě na druhou a Zemi a o ochotě posádky naučit ji vše o vesmíru. Sarah se ve společenské místnosti seznámila s běžícím pásem a rozhodla se na něm posilovat a trénovat běh, aby se naučila létat. S trochou legrace ji k nepřetržité snaze vyzývala i Welč. Meracle si prohlížela úvodní díl Eleyny a Kočky žrouta a celé hodiny Edgeho unavovala vyprávěním prologu. Má to prý dalších 98 dílů. Kočka žrout byla nenažraná, často se prala s brýlatým kuřetem, ale Eleyna ji za to vždy praštila prkýnkem po hlavě. Zmínila nejpopulárnější část o Eleynině lásce, kdy jednoho dne na pláži našla zraněného cizince, s nímž prožila mnoho dobrodružství. Meracle došlo, že ji Edge neposlouchá, a tak ho vyzkoušela a ukázalo se, jako by se v komiksu události zopakovaly i ve skutečnosti, například ukradený královský poklad a dopadení padoucha v tatroiském koloseu. Po přistáním Edge zavolal Welč, kterou přistihl při čtení časopisů v práci.

### Zničený Aeos
Základna na Aeosu byla vybombardována a nikdo nepřežil. Nad hlavami jim proletěl černý, červeně světélkující letoun, který se nápadně podobal letounům SRF, dle Bacchuse poháněný zcela neznámou technologií. Dle Mjurie šlo o fantoma, jejichž aktivity morphusové vyšetřují a neví se, kdo jim velí, jen vyhladí bez milosti obyvatelstvo na světech, kam zavítají, a zmizí. Morphusové proti nim zasahují, ale poražené fantomy rychle nahradí nové. Fantoma pozemské vesmírné lodi však viděla prvně. Bacchus tohoto vystopoval nedaleko na jižní pláži a viděli, že se skutečně jedná o kopii lodi SRF, upravené pro boj. Z okolních svahů a skal seskočili vojáci fantomů v černých, rudě světélkujících uniformách SRF, které neodhalily ani Bacchusovy senzory. Pobité fantomy nahrazovaly z lodi další, proto partě hrozila z únavy porážka. Fantomová SRF loď začala nabíjet kanón na trupu, který nepřesně vystřelil na pláž, protože byl zasažen Solem, Faizovou lodí. Crowe přiměl fantomovou loď zásahy uletět pryč, pak seskočil ze Solu a zapnul dvě bezčepelé zbraně, podobné světelným mečům ze Star Wars. Za ním seskočil Arumat ze 13. nezávislé obranné divize s laserovou kosou a společně zbylé fantomy rozkrájeli.
Setkání zkomplikovala Mjuria, lačnící po pomstě. Vzpomínala na Luciena, svého zabitého muže, s nímž, čerstvě oddaní, cestovala z jejich mise, kde byla jejich loď zasažena a Lucien ji v bezvědomí umístil do záchranného modulu. Když se probrala, zahlédla jejich loď explodovat a SFR-001 Aquilu s Crowem na můstku. Jeho obličej se jí vryl do paměti v domnění, že loď sestřelil on. Crowe ji odzbrojil a pustil jí nahrávku od Luciena Tionýse. Crowe v ní volal, že sestřelil nepřátelskou loď, načež se zmatený Lucien ptal, zda ho přišli zachránit. Bylo zřejmé, že Crowe ani Lucien nedokázali porozumět druhému, a tak vyslovil svou poslední vůli Mjurii v naději, že se k ní zpráva jednou dostane. Umístil ji z těžce poškozené lodi do únikového modulu, aby žila dál a byla šťastná. Crowe doplnil zbytek. Po incidentu s červí dírou na začátku příběhu byla Aquila vyvržena na místo, kde na jejich loď útočili cardianoni, které sestřelil. Luciena se snažil kontaktovat, avšak jazyková bariéra jeho snahu zmařila. Dle Bacchuse byl porouchán překladač a sám Crowe porozuměl Lucienově řeči až poté, kdy mu Bacchus půjčil komunikátor. Crowe se tedy Mjurii zhluboka omluvil. Mjuria padla na kolena a rozplakala se.
Edgeho zajímaly poslední události. Crowe našel En II a dověděl se o nebezpečí pro celou galaxii. S posádkou Aquily se rozhodl opustit misi SRF, protože jde o daleko důležitější věci: lovili spolu s morphusy grigorije a pro jednoho si přiletěli na Aeos. Reimi si vzpomněla na fragment meteoru. Edge se lekl, zda grigori neproměnil kapitána Graftona a ostatní v něco na způsob cardianonů, avšak Crowe vysvětlil, že jejich vliv překotnou evolucí nekončí. Dovedou absorbovat informace o čemkoliv, s čím nebo s kým se setkají, a vyrábí anorganické napodobeniny, které dále replikují. Tak vznikla fantomová loď i vojáci a jako předloha patrně posloužila Eremie, její posádka a personál eldarijské základny. Faize zoufal, že svým bratřím nemohl pomoci. Bylo to však mnohem horší a dále raději vysvětloval Arumat. Faize chtěl vědět, proč on a jeho armáda neochránil základnu.
Eldarská armáda již neexistuje. Domovský svět Eldar také zanikl a zbylá populace eldarijců je na palubách transportních lodí. Faize nechtěl slyšet víc, avšak Arumat pokračoval. Eldarské slunce se díky flotile fantomových lodí stalo červeným obrem předčasně, a proto bylo okamžitě rozhodnuto Eldar evakuovat, avšak fantomy na ně nalíčily past. V bitvě s cílem dostat bezpečně co nejvíce lodí pryč, byly armáda i 13. nezávislá obranná divize zcela zničeny. On sám v Solu přežil díky Crowemu a na vlastní oči spatřil pohlcení Eldaru rostoucí hvězdou. Faize upadl v zoufalství, avšak Arumat připomněl, že přes ztrátu domova nesmí ztratit eldarskou hrdost. Crowe ho uklidnil, že velitel Gaghan řídí evakuaci a eldarské lodě právě obíhají Aeos a chrání je i Aquila. Avšak právě zaútočily fantomy, a tak se Crowe hodlal vrátit, aby je poslal na bezpečné místo. Edge navrhl, aby se soustředil na eldarijce, grigorije porazí se svou družinou sám. Crowe s nimi nechal Arumata, který znal polohu grigorije, a vyzval je k letu na En II. Faize šel s Crowem chránit svůj lid, a tak mu Edge připomněl, aby na své přátele nezapomněl. Mjuria zanechala své pomsty a slíbila Crowemu, že dá za sebe i za Luciena na Edgeho pozor. Lymle nechtěla Faizeho pustit, leda by on uznal, že mu ta černá šála nesluší.
Arumat je zavedl do jeskyně obřích pavouků, mnohem nebezpečnějších než z dřívějška. V nejspodnějším patře nalezli obří, zdánlivě mrtvou schránku členovce, nad kterou zářil grigori. Schránka ožila a telepatií rozesela všem do hlavy strach, že proti grigorijům nemají sebemenší šanci, protože představují jedno i vše zároveň. Tlak sílil, avšak Arumat zaseknutím laserové kosy do země spojení grigorije s myslí všech přerušil, neboť křik jeho bratří podléhajících fantomům v jeho hlavě rezonuje příliš silně. V bitvě grigori Armaros povolával další přerostlé brouky, a tak byla náročná a dlouhá. Před svým zničením Armaros prohlásil, že jeho porážka nic neznamená. Na oběžné dráze se bitva s fantomy nevyvíjela dobře. Crowe chtěl sloužit jako štít, avšak zásah do motorů to znemožnil a fantomy poté Aquilu ignorovaly a soustředily se jen na eldarijce. Faize to nevydržel, utekl z můstku a v Solu vyrazil do sebevražedného boje se zoufalou vírou, že všechny zachrání sám. Přísahal, že zvládne, co by nesvedl ani Edge, načež se mu rozžhnuly oči do ruda. Dostal přímý zásah od zvláštního paprsku zdánlivě odnikud. Stalo se tak v momentě porážky Armarose, kdy se rozpadly i jím ovládané fantomy. Lymle po bitvě vyzvala Arumata, aby šel s nimi, ale ten se ptal, zda nevadí, že je Smrtka, která jako jediná zpravidla přežije bitvu, ale tentokrát měli štěstí. Edge se mu vysmál a Arumat poznamenal, že tak reagoval i Crowe.
Edge na Calnusu pronesl, že z důvodu závažných úkazů ve vesmíru poletí na En II v rozporu s misí SRF. Po opuštění Aeosu si Arumata prohlížela Lymle, jež marně skrývala strach o Faizeho. Reimi znepokojovalo hlášení pro USTA, hlavně jak informovat o Croweho činech. Na Calnus zaútočily dva fantomy, Arumat chtěl opětovat palbu, avšak Calnus neměl téměř žádné zbraně, jen elektromagnetický štít. Oba fantomy sestřelila jiná pozemská loď pod velením Stephena D. Kennyho, velitele Měsíční základny. Edge s Reimi řádně salutovali, ale formalitu narušily Lymle, Meracle a Sarah, k pobavení Kennyho posádky. Kenny je uklidnil, že výběr posádky je v plné kompetenci kapitána lodi, třebaže se jedná o mimozemšťany. Informoval je, že se setkal s Gaghanem na oběžné dráze Marsu, kam se přeživší eldarijci evakuovali, a vyžádal si hlášení. Edge se rozhodl, že nebude nic zamlčovat, byť to pro Kennyho bude nejspíš neuvěřitelné.
Kenny ho pochválil, že ho žádné těžkosti nezlomily, a proto je pro něj těžké splnit jeho rozkaz. Na Mars dorazily kromě Gaghana i další skupiny eldarijců a ti vznesli obvinění, že Eldar a transportní lodě s uprchlíky ničily černé lodě SRF, tedy Země proti nim používá jejich vlastní technologie, a tak se Země rozhodla lhát. Edge porozuměl, Země by mohla být ostatními světy vnímána jako hrozba. Tedy jim Země odpověděla, že žádná organizace velící lodím SRF na Zemi neexistuje. SFR byla poté potichu rozpuštěna. Kenny si čapkou zakryl oči ze studu, že přistoupil na takovou šarádu, avšak v zájmu uklidnění eldarijců, kterým Země přislíbila bezvýhradnou podporu v přesídlení na nový svět, nebylo jiné možnosti. Od Šimady dostal za úkol odstranit všechny známky existence SRF, a proto nařídil posádce opustit Calnus, který bude zničen. Edge nesouhlasil a nehodlal nadosmrti předstírat, že se nic z toho, co zažil, nestalo, a je si vědom následků vzdoru, protože hodlá vyšetřit, co se v galaxii děje, a udělat, co musí. A také svými následujícími skutky chce uctít památku zesnulých přátel z SRF. Za Edgeho se postavila celá posádka. Edge dále prohlásil, že mu v cestě nebude stát ani hrdina Kenny. Na Kennyho jeho slova i činy zapůsobily, proto ho vyzval, ať tedy letí.
Kenny z můstku beze slov sledoval Calnus mizet v hyperprostoru a vzpomínal na arogantního Šimadu a jeho tři poskoky. Šimada myslel jen na svou židli a postavení před blížícími se volbami a ignoroval možnost, že Gaghan ostatní eldarijce přesvědčí. Na námitku ohledně stále se zhoršující ekologické situace na Zemi, cílů a ideálů SRF se mu Šimada vysmál. Poté, co ho Heinz vytrhl, prohlásil, že začíná stárnout a vyčítal si, jak vyměkl. Heinz připomněl, že by ho nikdo nerespektoval, pokud by ignoroval rozkazy nadřízených, a navrhl do hlášení napsat, že žádné lodě SRF nenašli, neboť se jedná o fiktivní organizaci, a přesto je Šimada poslal takové najít a zničit.
En II se nacházel velmi daleko, proto je čekala dlouhá cesta. Edge se optal Sarah, zda si je opravdu jistá rozhodnutím letět s nimi, pochválil její léčitelské schopnosti a byl překvapen, že „zapomněla“ na rozloučení se svými blízkými. Je taková proto, že do věku 15 let ji rodiče vůbec nepouštěli ven, ale pak si to vynahradila cestou po světě. Dále Edge 30. července 10 S.D. oslavil 21. narozeniny. S Arumatem si dal cvičný duel, aby si získal jeho respekt, ale Arumat neměl zájem se s kýmkoliv bavit, ačkoliv zachránil Meracle před padajícími bednami v nákladním prostoru. S Reimi se však rozpovídal o Crowem, který mu zachránil život u Eldaru, kde všichni jeho spolubojovníci padli, a jenž ho povzbudil slovy, že ještě nesmí zemřít, neboť má stále práci. Bacchus promluvil s Edgem o Arumatovi v soukromí, protože Arumata nečeká dlouhý život kvůli neodbornému genetickému zásahu. Sám mu nabídl pomoc od morphusů, avšak odmítl, tak ho má zkusit přesvědčit. Sarah trápila noční můra z toho, že ji Meracle jí. V síni s bojovým simulátorem Mjuria potají plakala a Edgeho nazvala děckem, když přiznal, že ji viděl plakat. Následoval incident se Sarah, které upadly brýle, jež hledala v pánských sprchách. Ta ho navedla, zda je nenajde v dámských sprchách, kde se zrovna sprchovala Reimi, od které pak dostal facku.

### En II
Dorazili na místo a v bleskové záři se odmaskoval umělý svět En II. Kontaktoval je Giotto, aby je vlečným paprskem navedl do přístaviště, kde byla tak nízká gravitace, že i Sarah mohla „létat.“ Dále už byla uměle navýšena. Crowe zatím nedorazil. Bacchus je vyzval k návštěvě Ex, zatímco dohlédne na přestavbu Calnusu na útočnou loď. Edgeho parta se po superrychlých plošinách dopravila nad Centropolis a sjeli výtahem do monitorovací místnosti A, kde je přivítal Giotto Vandione. Monitorovací místnost sjela o několik metrů níže, aby se kolem nich objevil modrobílý prstenec energie, jenž se představil „my jsme Ex.“ Giotto vysvětlil, že Ex tvoří vůli a rádce morphusů, je s nimi a zároveň není a jeho existence přesahuje koncept času. Edge chtěl vědět, co se děje s vesmírem. Ex promluvili: Vesmír se pod vlivem neznámé vůle mění, protože je narušen přirozený řád kosmu z důvodu stvoření nového, neměnného a prázdného vesmíru bez života. Vesmír má být amorfní, neustále se měnící dle vůle jeho obyvatel, kteří se přirozeně vyvíjí. Veškerý život jako celek tvoří vesmírnou harmonii, avšak náhlá, překotná evoluce tuto harmonii narušuje. Vesmír ale samovolně podniká kroky k zachování vesmírného řádu vyburcováním života k akci, a proto se nyní setkali z vůle vesmíru.
Na dotaz ohledně záhuby vesmíru Ex odpověděli: Smrt vesmíru stvoří nový s jedinou vůlí, jenž nebude podporovat život, který je jednou z mnoha jeho funkcí. Kvůli narušení neznámou bytostí se vesmír chystá provést rozsáhlou přestavbu, avšak bez života v sobě ztratí schopnost ji provést a zemře, což je cílem této neznámé vůle, žijící vně vesmír, jež způsobuje jev, který by správně neměl existovat. Jedná se o „Chybějící proceduru“ (angl. Missing procedure), která se živí životní energií pohlcených bytostí. Z pohlcené energie vznikli grigorijové, sloužící k urychlení růstu Chybějící procedury. Má-li vesmír vlastní vůli složenou z životní energie, pak ji má i Chybějící procedura. Živé bytostí s pudem sebezáchovy vylučují energetické vlny, jež sílí s jejich vyspělostí. Chybějící procedura stvořila grigorije k urychlení vývoje živých bytostí a jejich počty stále rostou. Grigorijové urychlí rozvoj druhů natolik, že způsobí mutaci samotné struktury života, vše za účelem zvýšení energie ve prospěch Chybějící procedury. Grigorijové sami život netvoří, jsou jen vnímající hmota a představují nyní největší hrozbu vesmíru. Chybějící proceduru morphusové objevili před staletími v sektoru ypsilon na okraji Mléčné dráhy jako malý objekt připomínající černou díru a od té doby ji sledují. Jakmile začala vylučovat grigorije, začala prudce růst.
Giotto Edgemu pověděl, že Chybějící proceduru nelze zničit vojensky, ale Ex snad něco vymyslí. Nyní vědí, proti čemu bojují. Edge nesouhlasil a vznesl otázku, zda jsou na vině skutečně jenom grigorijové a zda oni sami též nekrmí Chybějící proceduru vlastními činy. Ex potvrdili, že se to může stát, avšak nemá si to plést se snahou o vlastní rozvoj, bez něhož by časem též uvadli a zanikli, následkem čehož by vesmír zahynul také. Avšak vývoj diktovaný grigoriji bez perspektivní budoucnosti je založen na přízemní a všežravé chamtivosti v rozporu s přirozeným řádem. Lidé sice chybují, ale chyby uznají a napraví, čímž se vyvíjí. S takovým přístupem z nich Chybějící procedura žádnou energii nezíská ani nezpůsobí smrt vesmíru. Lymle si všimla změny Edgeho postoje, protože právě pochopil Eleynina slova o věcech, které dokáže jedině on, a nyní právě to vesmír potřebuje. Je třeba okamžitě hrozbu zastavit včetně těch, kteří za ní stojí.
Edge se ptal Ex, co má dělat, ale Ex se odmlčeli, a tak Giotto zopakoval, že ani fyzická likvidace nebude možná, avšak Ex snad mají nápad, jak její aktivity pozastavit. Tedy Edgeho a jeho družinu požádal, aby se zúčastnili. Zatímco Giotto dokončoval svou řeč, do En II prudce narazil grigori z hlubokého vesmíru a dle hlášení pronikl až ke svatostánku, kde způsobil rychlé změny. Museli rychlou akcí zachránit En II ochranou posvátných drahokamů, tvořících jádro. Edge Giotta požádal, aby se o tohoto grigorije směl postaral, k čemuž svolili Ex, neboť věděli, že žádnému z nich nikdy nepodlehli. Jejich přítomnost na En II považovali za předurčenou a za podstatu přání vesmíru. Edge to odmítl a prohlásil, že je zde z vlastní vůle díky volbám, které ho dovedly až sem, a udělá jen to, co bude s to zvládnout. Ex pochopili a rozesmáli se, čímž překvapili Giotta, který vůbec nevěděl, že Ex jsou schopni se smát.
V Centropoli nakoupili lepší zbraně a seznámili se s dalšími morphusy. Kvůli nefunkčnímu teleportačnímu zařízení zamířili do svatostánku přes obří, břečťany zarostlou starou cestu. Čelili rozzuřeným psinárdům, létavcům světla, rozrušených přítomností grigorije, který se chystal k útoku na čtyři posvátné morphuské drahokamy. Kokabiel se jim vysmál, pak se pokusil ovládnout jejich mysl, které všech osm poslalo do mdlob. Následovalo Kokabielovo vymývání mozku o novém jednolitém vesmíru. Vypadalo to zle, avšak Reimi náhle vstala a Kokabiela trefila šípem do čela, odkud vycházelo kouzlo. Kokabiel nechápal její sílu, kterou grigorijové neznají. Pak ostatní vyburcovala, aby vstali a bojovali. Svítilo její i Edgeho znamení a pustili se do boje. Kokabiel se zdál být zdánlivě neporazitelný, obklopen zplozenci sebe samého, avšak po dlouhé bitvě byl zneškodněn. Reimi jediným výstřelem zničila i jeho pozůstatek.
Vrátili se na Calnus, kde s nimi promluvila o jejich dezerci Welč, které Edge s Reimi poděkovali za vše, avšak Welč se rozhodla je i nadále podporovat. Edge uviděl Mjurii ve společenské místnosti na pohovce se slzami a ze spaní volající Lucienovo jméno, a tak jí opatrně utřel slzy, ale vzbudil ji. Ta ho napomenula, aby se nevtíral, ale pak vstala a pokusila se ho políbit se slovy, že mu možná dovolí ji utěšit, avšak vyrušila je Meracle, která chtěla též utěšit, což viděla Reimi a začala se s oběma hádat. Mjuria odešla pryč a pro sebe si řekla, že si to Edge asi neuvědomuje, ale udělal pro ni už mnoho. Reimi v kajutě mluvila s Edgem o dětství a tréninku v SRF, kde hrozilo, že bude čelit své minulosti, která ji nakonec dohnala na Roaku. Poděkovala, že nebýt jeho, pořád by se schovávala na Zemi v podzemním městě a bála se ostatních. Pak se Edge rozpovídal o svých snech o cestách přes Oceán hvězd. Reimi mu řekla svůj: vdát se a žít normální život, o čemž snila, než se dověděla o své jinakosti. Pak si přála jako domnělá zrůda žít v izolaci, ale Oceán hvězd jí ukázal, že jinakost nevadí. Večer si znovu promluvili o samotě v Centropoli, probrali její moc, která je zachránila před Kokabielem. Konečně byla schopná vyrovnat se se svým trápením a rodičům poděkovala, že jí tehdy řekli všechno. Pak si vzpomněla na Eleynu a zeptala se Edgeho, zda smí být po jeho boku.
Druhý den ráno je Bacchus informoval, že Ex vymysleli plán. U Giotta je čekal bouřlivý potlesk od morphuských vojáků za záchranu En II, kteří se zúčastní bitvy o Nox Obscurus. Jedná se o objekt propojující grigorije s Chybějící procedurou, kde se umocní grigoriji získaná energie a posílá se přímo Chybějící proceduře. Díky studiu toku energií se povedlo Nox Obscurus, vypadající jako trpasličí planeta zkřížená s černou dírou, objevit. Giotto vysvětlil průběh mise a ukázal nejnovější snímky, na nichž si Edge s Bacchusem všimli cardianonské mateřské lodi a zjistili, že konečným výsledkem jejich urychlené evoluce bylo vymření. Dle měření míří Nox Obscurus do Sluneční soustavy a v nitru se nachází jediná živá bytost předávající energii Chybějící proceduře. En II se tam proto přesune také a útokem ve stíhačkách se prorvou atmosférou Nox Obscuru skrz otvory na severním pólu. Uvnitř zabezpečí oblast a postaví teleportační zařízení pro případný návrat na En II, protože symbol přesunu nebude fungovat. Pak s armádou zaútočí v jádru na onu osobu, aby přerušili tok energie Chybějící proceduře. Giotto vyzval, aby všichni vyčkali na rozkaz. Edge šel do Centropole, kde mu Bacchus ukázal svůj dům. Svůj byt ukázala i Mjurie a Edgemu vyprávěla, jak ji Lucien žádal o ruku po hádce, kdy se málem rozešli, a mrzelo ji, že nedostal šanci splnit své sliby.

### Nox Obscurus
Čas nastal a En II se odmaskoval na hranici Sluneční soustavy, nedaleko Nox Obscurus, jehož okolí se hemžilo SRF, eldarijskými, cardianonskými a dalšími fantomy. Giotto vydal rozkaz zahájit útok. Calnus s morphuskými zbraněmi se zařadil do formace a střetl se s první vlnou fantomů. Palubní počítač Calnusu ale nestačil prudkým manévrům fantomů, a tak Mjuria navázala celkem pět fantomů a oddělila je od zbytku. Arumat přepnul automatické zaměřování na manuální a cíle neminul. Pak mohli letět přímo k Nox Obscuru bez povšimnutí dalších nepřátel. Zpoza Nox Obscuru ale vyletěla další armáda fantomových lodí, zhruba dvojnásobná. Fantomy však zasáhla boční koncentrovaná palba spojené zemsko-eldarské flotily pod velením Stephena D. Kennyho a Gaghana. Vysvětlili, že nedlouho po jejich posledním setkání zachytily senzory neznámý objekt směřující do Sluneční soustavy a věřili, že to souviselo s Edgeho hlášením, a proto se zapojí do bitvy. Gaghan dodal, že eldarijcům sice nezbylo mnoho lodí, ale přesvědčil je, aby se zúčastnili mise a sami uviděli pravdu.
Zatímco Země a eldarijci zaměstnali velké fantomové lodě, Arumat si poradil se zástupy cardianonských chobotnatých fantomů a zamířili k severnímu pólu Nox Obscuru, z jehož povrchu vylétaly nové a nové fantomy. Cardianonská mateřská loď, skrze jejíž otvory se chtěli dostat dovnitř, však začala klesat pod rozbouřenou temnou hmotu. Bacchus zachytil masivní přesun energie do pólu, která se jasně žlutě rozzářila a vyrostl z ní více než 1000 km dlouhý drak Jörmungandr, na jehož vznik byly spotřebovány prakticky veškeré dostupné zásoby energie z povrchu, a jenž svým vzhledem připomínal Vykonavatele z třetího dílu. Účastníky bitvy svou impozantností paralyzoval. O jeho síle se přesvědčili vzápětí, když drak vypálil ohromující sprchu energie po letounech útočících na Nox Obscurus. Edge na poslední chvíli vydal Mjurii rozkaz odletět co nejdál od něj, a tak Calnus výstřel přežil, avšak proud částic zcela zničil 40 % letounů morphusů, lidí i eldarijců, a nakonec i Jörmungadrovu hlavu. Proud částic z výstřelu sežehl a zcela zničil Měsíční základnu na Luně, kde byli pouze trucující náměstek Šimada a jeho tři poskoci. Ti zemřeli.
Po ústupu byl pohled na trosky děsivý a vázla komunikace. Jörmungadrovi dorostla nová hlava a chystal se k dalšímu výstřelu. Na scéně se náhle objevil Crowe a vyzval Edgeho k přesunu. Zničených bylo už téměř 70 % letounů. Značně poškozená Aquila dohnala Calnus, Crowe byl vážně zraněn a v lodi zbyl sám. Vyčítal si mizerný výkon z bitvy na Aeosu a přiznal Faizeho útěk. Edge prohlásil, že se nesmí zastavit a proniknou dovnitř hrubou silou, avšak Crowe měl vlastní plán. S Aquilou zamířil přímo před drakovo břicho a vysvětloval, že se přes draka konvenční metodou nedostanou, proto musí podvádět. Obrácením toku gravitonů použije Aquilu jako ukotvení a zapnutím warpu vytvoří černou díru, která Jörmungandra nasaje. Crowe byl rozhodnutý to udělat, třebaže se jedná o sebevraždu. Crowe se potichu rozloučil se svými mrtvými spolubojovníky a slíbil, že se s nimi uvidí na druhém břehu Oceánu hvězd. Plán zabral. Černá díra vysála nejen Jörmungandra, ale i značnou část flotily fantomů kolem draka. Poté černá díra zmizela a zbyl jen obnažený Nox Obscurus bez svrchní černé vrstvy energie, s ohromnými stojnami a s modře svítícím jádrem.
Edge tedy přikázal dle plánu proniknout pólem, nahodit štíty a čelit zbylým fantomům. Na osamocený Calnus jich bylo stále mnoho a v honičce byl vážně poškozen. V momentě, kdy Calnus přišel o štít, začala Lymle meditovat a aktivovala symboly, které celou dobu po lodi malovala. Jejich sílu využila k projekci velmi silné formy symbolu bariéry, který téměř zničenou loď zcela ochránil před dalšími zásahy i před útokem fantoma čelní srážkou. Calnus se tak mohl posledním úhybným manévrem dostat nad pól, odhodit zbraně a volným pádem proniknout dovnitř. Hluboko v plášti však těžce havaroval. Ačkoliv všichni přežili s drobnými šrámy, Calnus dolétal navždy. Reimi byla překvapená, že je symbologie až tak mocná. Z En II přišla zpráva, že se rozkazy nemění. Bacchus tedy venku nainstaloval transportní zařízení, které mohla Edgeova parta použít pro doplnění zásob i k návštěvě dalších světů, jež navštívili.
V dílně museli uklidňovat Welč, která ječela, že na Zemi vypukla panika. Pak nastaly závěrečné privátní akce, zatímco se do Nox Obscuru přemisťovala morphuská pěchota. Lymle morphuským transportérem prošla k „soše“ dědečka, Meracle došlo, že Roak je skutečně její domov a přijala útěchu od své Eleyny. Sarah se pokusila Edgeho nadchnout pokusem o vzlet, který se nezdařil, a na hradě v Astralu našla a králi po letech předala ke konfirmaci jmenovací dekret na post velvyslankyně a jako omluvu za čtyřleté prodlení přinesla králi kytici, omylem pohřební. Reimi, Edge a Arumat na Aeosu objevili známky, že tamní masakr někdo přece přežil, a Arumatovi došlo, jak svým sebeničením ničil i svou eldarskou hrdost a čest. Na En II navštívila Mjuria Lucienův hrob a Bacchus zkontroloval stav letectva. Mjuria litovala mrtvé, kteří chránili vesmír, vzpomínala na Luciena a řekla Edgemu, že konečně pochopila, proč zemřel, tedy se zachoval vznešeně. Pak si opět Edgeho dobírala, on jí to vrátil, ale dala mu pusu na tvář a řekla, že by měl učinit šťastnou Reimi. Pak uzná, že už není děcko. Lymle v nákladním prostoru cvičila Kerbera, aby ho předvedla Faizemu, pokud ho někdy ještě uvidí. Bacchus se svěřil Edgemu, že před časem se na Roaku infikoval při experimentu původcem kamenité nemoci a nyní má strach ze setkání se svou ženou, ačkoliv morphusové umí nechat jeho původní tělo dorůst. Nakonec si Edge promluvil s Reimi v síni bojového simulátoru, kde už nefungovala projekce hvězd. Zde se mu Reimi vyznala s obavami, zda zvládnou zastavit Chybějící proceduru, dále díky němu je stále naživu a poděkovala za veškerou podporu. Edge jí odpověděl, že toto funguje obousměrně a oba se poprvé políbili. Přitom náhle naskočila projekce hvězd i přes neopravitelné poškození.
Morphusové spustili pozemní útok, ale stačili pouze na ochranu okolí Calnusu, nikdo se přes fantomy všech možných a mnohonásobně silnějších nepřátel nedokázal dostat kromě Edgeho party. Přes pustou, temnou, skalnatou krajinu se dostali k místu s ohromnou prachovou bouří, obklopující jádro. Meracle čichem objevila průrvu se známým zápachem, kde vichřice nebyla díky úlomku z Aquily. Mohli tak přejít most k bráně do jádra, Paláce stvoření. Uvnitř se jakoby zastavil čas, oni jediní se mohli pohybovat a vše bylo černobílé. Po strčení do velkého kyvadla se rozsvítila světla, prostředí se vybarvilo a fantomové začali útočit. Zvláštní portál je dopravil do části, kde stěny tvořily zdánlivý pohled na jasně rozzářený vesmír. Nakonec došli do obří síně s obrovskými zařízeními připomínající hodiny, kde je čekala démonická bytost. Démon se představil jako Apoštol stvoření, řídící Chybějící proceduru, sloužící k urychlení změny v jednotu, jak požaduje sám život, protože nemá žádný význam, když nelze vše ochránit před krutým osudem a připomněl bezpočet obětí z bezpočtu světů. Apoštol chtěl život bez utrpení a smutku, například fantomy nejsou schopny cítit nic. Bacchus si všiml, že Apoštol není grigori a vyslovil přání, které je v rozporu s jeho činy. V bitvě Apoštol stvoření hodlal vyzkoušet moc, po které vždy toužil, ale byl rychle poražen, přesto byl přesvědčen, že je přecenil. Vstal a zdálo se, že mu Edge a jeho parta ve skutečnosti neudělali vůbec nic. Nazval je slabochy a řekl, že nedokáže jejich další existenci snést. Seslal podivné temné kouzlo, kterým se je pokusil zlomit a Lymle křičela, ať toho nechá. Edgemu totiž stejně jako jí došlo, že Apoštol stvoření je ve skutečnosti Faize.
Praskla mu maska a byl mu vidět obličej i rudě žhnoucí oči. Faize namítl, že jedná z vlastní vůle a během bitvy nad Aeosem poznal úžasnou moc a přijal ji, protože stvoří ideální svět beze smutku, utrpení a bolu, kde nikdo zbytečně neumře či nezničí celé světy. Chybějící procedura dá moc každému rovnoměrně. Dle Edgeho Faize přijal moc z cizího zdroje bez přičinění vlastní podstaty, znakem přirozeného vývoje má přece být pohyb kupředu po malých krůčcích, od srdce, třeba i s chybami. Faize připomněl dívku z Roaku, kterou nezachránil, zatímco Sarah byla zachráněna. Proto stvoří vesmír nový, nikdo mu nebude stát v cestě a také mu už nikdy neřeknou Faize. Narostla mu nová maska a zaměřil svou temnou energii na Zemi, aby byli svědky zrození nové Země, kde nebude hlupáků, kteří zničí její povrch. Kouzlo pohltilo i Edgeho partu a přesunulo je do zdánlivě nekonečné, temné dimenze, jež vypadala jako zásobárna grigorijů. Edgemu se rozsvítil na zápěstí znak a v temnotě zahlédl paprsek světla. Ostatní ho sice neviděli, ale rozhodli se jít k jeho zdroji. Střetli se s grigoriji, které dříve porazili, takže byla cesta velmi vyčerpávající a ostatní ztratili naději. Nakonec světlo zmizelo. Edge nehodlal na takovém místě zemřít, pak se ozval Faize, že jejich cesta skončila, ale vyzýval, aby konečně přijal jeho nový svět, zmizí tak i bolest.
Edge se vysmál sobě, že pochopil. Byly časy, kdy toužil po tomtéž, ale nejednal správně. Edge Faizovi, jenž s ním rozmlouval jen v podobě ozvěnovitého hlasu, řekl, že vývoj, který není veden vlastním srdcem, není vývoj a vzpomenul i na přátele, kteří ho někdy zklamali, jindy ho mohutně podpořili, aby ve svém vývoji postoupil dál. Mezi tyto přátele zahrnul i Faizeho, který vehementně žádal, aby už jeho jméno nikdy nevyslovoval, a stejně se z temné dimenze nedostane. Edge mu řekl, že dostane, protože pochopil, že to světlo představovalo zbytky Faizeho dobré stránky. Dotkl se tohoto světla a přesunul se i s omámenými přáteli zpět do Paláce stvoření, přitom prošel mezidimenzí, kde viděl a slyšel slova podpory od osob z různých světů, které poznal. Faize nevěřil, že se odtamtud dostali, takže mu Edge pověděl o světle, a tak je rád, že je světlá stránka Faizeho pořád s nimi. Faize začal křičet, že už žádný Faize není. Lymle mu řekla, že ho tak bude nazývat znovu a znovu, a okamžitě to i udělala. Faize zešílel, aktivoval obří mechanizmus za trůnem a nasál do sebe podivnou sprchu energie. S dalšími schizofrenními nesmysly v ústech se změnil v grigorije Satanaila, aby stvořil uniformní vesmír. Edge ho nazval opět Faizem, který má hodné srdce, avšak jeho dobrota neunesla tíhu, a proto ho musí zastavit.
Po vyčerpávající bitvě se Satanail rozpustil v ohromném záblesku a na zem dopadlo osvobozené Faizeho tělo. Edge od něj uslyšel, už s normální barvou očí, že je silný, a proto prohrál. Lymle mu se smutným výrazem vyčetla, že je obří, beznadějný blbec. Faize připustil, že má pravdu a Lymle přiznala, že mu ta šála sluší. Faizeho tato slova učinila šťastným, avšak Nox Obscurem začala otřásat zemětřesení, neboť se zánikem grigorijů byl přerušen tok energie Chybějící proceduře, takže se tato struktura, která by dle fyzikálních zákonů neměla existovat, začala hroutit. Ostatní utíkali a Edge Faizemu pomohl na nohy. Pod Lymle se propadla podlaha, z propasti ji vytáhl Bacchus. Faizeho zajímalo, kde chyboval, když jen toužil být silný jako Edge, schopný překonat špatné okamžiky. Uvědomil si, že měl také kráčet vpřed nehledě na dálku, těžkosti a bolest, ale místo toho sáhl po cizí moci, protože byl příliš slabý, aby vydržel nával smutku a bolesti. Pod tíhou otřesů zanikla cesta k transportnímu zařízení, avšak opodál symbolem přesunu přibyl Giotto. Symbol totiž začal fungovat. S dalším otřesem se propadla podlaha pod Faizem, jehož se Edge snažil vytáhnout nahoru a Reimi mu běžela zpátky pomoci, ale podlaha se propadla i pod ní. Život jí zachránila Sarah, jež ji s vypětím všech sil v křídlech vytáhla. Ostatní ji pak museli kvůli návalu hysterie držet. Faize se ho rozhodl pustit a vydal se vstříc smrti. Mezitím vznikla propast, která se nedala přeskočit, a tak Edge pokynul Giottovi, aby zahájil přesun. Nakonec se podlaha propadla i pod Edgem. Z lodí, jež přežily bitvu, byly vidět výtrysky energie z Nox Obscuru do dalekého okolí, rozklad zbylých fantomů, a zhroucení celé struktury do bíle zářící singularity. Do té padal Edge, avšak dostihla ho podivná bílá koule, jež ho vytáhla ven. Bílá singularita zmizela a v okolí zbyla pouze rozptýlená fialová mlhovina.

### Vznik Zemské aliance
V roce 12 S.D. se na Zemi konal na umělém ostrově ve sněmovně nově vzniklé Zemské aliance (Terran Alliance) inaugurační projev prvního prezidenta, Stephena D. Kennyho. Lidstvo podniklo první kroky do vzdáleného vesmíru, Oceánu hvězd. Připomněl přátele z vesmíru, kteří přinesli lidstvu pokrok i naději, a tak si musí lidstvo přiznat, že je součástí pangalaktického „lidstva“, kde se každý musí podílet na osudu celého vesmíru. Přítomným delegátům Kenny položil otázku, co dál? Odpověděl, že na každém světě existuje jistý řád, jehož zhroucení znamená zhroucení dotyčného světa. A i když znají jen malou část vesmíru, musí se tento řád naučit a chránit. Pootevřenými dveřmi nakoukla do síně Reimi a Kenny prohlásil, že aby bylo možno potřást si rukama s novými vesmírnými přáteli a podělit se s nimi o světlou budoucnost, jsou lidé ze Země povinni držet se slibu, který po složitých jednáních a celosvětovému konsensu oficiálně představuje jako návod k ochraně vesmírného míru: Úmluva o prezervaci podvyvinutých planet (Underdeveloped Planet Preservation Pact). Kenny sklidil bouřlivý potlesk a dojatá Reimi ve dveřích poslouchala Kennyho stručné vyprávění o bezejmenných, odvážných hrdinech, kteří jeho vládě uložili tuto úmluvu sepsat. Kenny si vychutnal potlesk a zahlédl pootevřenými dveřmi Reimi, držící se s Edgem za ruce, a vzpomínal.
Krátce po bitvě o Nox Obscurus se z mlhoviny vynořil Faizův Sol, v němž se Edge zachránil, a zamířil k velitelské lodi Země, kam Giotto přesunul ostatní. Mezi tlakovými dveřmi dostal facku od Reimi, která ho pak v slzách objala. Pak došlo k setkání se Stephen D. Kennym, Gaghanem a Heinzem. Později se ve společenské místnosti lodi sešli ještě s Giottem, aby jim Kenny představil svou vizi. Chtěl se všemi zahájit spolupráci a pomoci s přesunem eldarijců na jiný svět, nejlepší možností se jevil Lemuris. Gaghan vysvětlil, že v dávné minulosti eldarijci snili o utopickém světě Lemurii a nedávno zachytili signál tisíce let staré eldarijské výpravy z Lemurisu. Současní lemurisané jsou tedy potomky účastníků výpravy. Giotto prohlásil, že Chybějící procedura byla potlačena díky spolupráci morphusů, lidí i eldarijců. Ex jim děkují a nabízí kulturní výměnu. Kenny vyjmenoval obyvatelstvo Lemurisu, Roaku a dosud neobjevených světů a vyjádřil přesvědčení, že i s nimi nalezne shodu, a hodlal k tomu využít zkušenosti Reimi a Edgeho. Edge prohlásil, že toto nesmí udělat. Připomněl, že na Lemurisu je místní považovali za bohy, kteří jim přinesou štěstí, a ptal se, zda to nepřipomíná cardianony ctící grigorije jako „Zvěstovatele boží vůle,“ kteří se nakonec sami zničili mocí, kterou jim věnovali jimi uctívaní grigorijové. Dále připomněl svět, velmi podobný Zemi, jehož obyvatelé ho zničili sami kvůli příliš vyspělé technologii, již nerozuměli. Tedy, že na dalších obývaných světech narazí na příliš nedostatečně vyvinuté civilizace, které takový kontakt nezvládnou. Pokud by s nimi i přesto navázali vztahy, znamenalo by to konec jejich vlastního vývoje a začátek vývoje vnuceného, nesprávného a překotného, jehož směr by určili lidé ze Země. Byli by pak jako grigorijové a Chybějící procedura, způsobující kolaps vesmíru. Kenny takové přirovnání odmítal a trval na tom, že nerozvinutým druhům nabídne vývoj, zaručující prosperitu. Edge namítnul, že jediný správný vývoj je ten vlastní, nezatížený vnějšími vlivy. Kdyby měl nyní uznat něco jiného, nedokázal by se podívat Faizemu, který dychtil po moci motivován jen touhou všechny zachránit, do očí. Jenže ta moc byla natolik silná, že pokroutila i jeho laskavé srdce.
Gaghan pozorně celou dobu Edgeho poslouchal a slíbil, že jakmile eldarijci přistanou na Lemurisu, zbaví se veškerých technologií a znalostí. Pokud Edgeho tvrzení přijal Faize, pak zbytek eldarijců nebude mít námitky a na Lemurisu začnou své žití budovat od nuly. Giotto řekl, že Chybějící proceduru skutečně posiluje náhlý a překotný vývoj druhů. Proto je pravděpodobné, že příště by mohli zdrojem nestability být oni sami. A proto se tedy En II ztratí v temnotách vesmíru a bude potichu monitorovat další projevy Chybějící procedury. Edge byl překvapený a ptal se, zda si je jistý. Giotto odpověděl, že ano, už proto, že si Ex zrovna Edgeho velmi oblíbili. Kenny se hluboce zamyslel a pravil, že by bylo poněkud dětinské dál trvat na původním plánu. Oznámil, že lidé již nebudou vyžadovat další technologickou asistenci od eldarijců ani od morphusů. Ohledně Chybějící procedury ale zvolí vlastní postup a přesvědčit o tom ostatní mocné na Zemi nebude snadné, avšak Heinz mu rád nabídl podporu.
Prezident Kenny pak zpět v roce 12 S.D. na Měsíční základně vzpomínal na členy Edgeovy party. Lymle se vrátila na Lemuris a ve Woodley se přivítala s Luteou. Bacchus se na En II setkal s manželkou. Mlsná Meracle na Roaku žila s Eleynou, která si mezitím dala postavit nový dům. Sarah zkoušela rozběhem z kopce vzlétnout, marně. Mjuria nesla květiny na hrob Luciena. Eldarijci se vylodili poblíž Triomu, lodě poslali pryč, ponechali si jen lopaty a krumpáče a hledali vhodné místo k založení města. Arumat se však vydal ve Faizeově Solu pryč. Kenny v kanceláři předal Edgemu a Reimi, členům nově založené civilní přepravní agentury, jmenování kapitánem a první důstojnicí. Také jim představil šéfkonstruktéra jejich nové lodi. Edge se na něj podíval a překvapeně ho nazval Klausem, neboť mu byl k nerozeznání podobný. Kenny jim představil profesora Thrillase Bachteina, živoucí legendu Zemské aliance, když před dvanácti lety zabudoval eldarijskou technologii do pozemských lodí a umožnil mezihvězdné cestování. Prezidenta Kennyho však Thrillas napomenul, aby mu to nestouplo do hlavy. Pak se seznámil s Reimi a Edgem, kteří veřejnosti známí na rozdíl od něj nejsou, avšak od prezidenta Kennyho slyšel vše podstatné. Beze zbytku souhlasí s jejich názory, lidstvo sice bude muset pro své daleké cesty zatím používat eldarijské technologie, avšak jeho snem je překonat je a postavit loď vyvinutou zcela na Zemi. Slíbil, že vyvine daleko pokročilejší warpový pohon než eldarijskou podprostorovou bublinovou technologii. Kromě toho je přesvědčen, že žádný vědec nechce vědecký průlom na stříbrném podnose. Edge si vzpomněl na Klause Bachteina a skoro tentýž výrok. Thrillas si všiml Edgeho slz, a tak mu Edge vysvětlil, že je šťastný a prosadit UP3 bylo správné.
Mezitím na Lemurisu Lymle, které se díky otevření citům obnovil růst, začala vyučovat své žáky symbologii. Při lekci kreslení symbolů s nimi vyčarovala palouk plný květů, včetně jejích oblíbených kopretin. Bachuse v nemocnici navštívila jeho žena Freesia Dexleyová. Řekl jí, že po utichnutí Chybějící procedury jeho povinnost morphuse skončila, proto chce zbytek života věnovat jí. Na Roaku se Meracle pohádala s Eleynou, udělala scénu a hodlala utéct z jejího domu. Ta jí však nalákala zpět na oblíbené kuřecí s grilovanou rybou. Meracle komicky pozpátku zašla zpět dovnitř. Vše viděl a slyšel ze střechy sousedního domu malíř a namaloval obraz s Eleynou a Meracle, který pojmenoval Eleyna a Kočka žrout. Na jiném místě pronásledovali dva výrostci menších kočičanů Sarah směrem k řece. Ta skočila z útesu a poprvé v životě vzlétla k oblakům. Mjuria donesla Lucienovi k hrobu další kytici a tentokrát tam odložila i záznam jeho posledního přání, protože si ho poprvé dokázala poslechnout bez pláče. Poděkovala mu, Edgeovi a Crowemu, že konečně bude znovu šťastná. Arumat přistál na pustém světě, kde zachránil pozemšťana před nebezpečným monstrem. Prohlásil, že jejich zvyklosti na něm zanechaly stopy, a běžel pomoci jeho kamarádům se slovy, že si ho smrt jen tak nenajde. Edge a Reimi podstoupili první plavbu v novém Calnusu, vzpomínali na ostatní a zda je ještě někdy uvidí. Edge prohlásil, že vesmír je menší, než se zdá, tedy pokud s Calnusem poletí stále vpřed. Při té příležitosti požádal Reimi o ruku. Na Roaku v zátoce u Troppu vyšla jednoho dne ráno na pláž Eleyna, protože její předzvěsti se vždy vyplní. Na pláži našla zraněného muže, který se dle předzvěsti prohnal všemi průchody skrz Oceán hvězd až sem, a libovala si, že jí to s ním snad bude slušet. Tento zraněný cizinec byl totiž Crowe, který zázračně přežil vlastní smrt. Eleyna se mu vnutila. (pozn. Tak vznikly mezi hráči hry spekulace, že Crowe a Eleyna jsou předky Roddicka Farrenceho, protagonisty prvního dílu Star Ocean) Na Lemurisu jednoho dne ještě více povyrostlá Lymle navštívila sochu dědečka Ghimda, aby se pochlubila pokroky ve studiu svém i vlastních žáků, a také že už konečně není sama. Do vlasů jí totiž dal Faize, který také zázračně přežil bitvu o Nox Obscurus, kopretinu.

## Vývoj hry
Tento projekt byl poprvé veřejnosti představen na akci "Star Ocean Special Stage" v roce 2007 jako Star Ocean 4, avšak nebylo ještě oznámeno, pro kterou herní platformu bude hra určena. Až teprve během roku 2008 bylo oznámeno, že hra vyjde pro herní konzoli Xbox 360 při příležitosti konání RPG Premiere. Několik týdnů před vydáním hry poskytl rozhovor magazínu Xbox Japan producent hry Jošinori Jamagiši, jenž poodhalil dění při vývoji. Jeho tým začal hru plánovat hned po vydání třetího dílu, Star Ocean: Till the End of Time a vývoj samotný trval přibližně pět let. Byl zvolen vylepšený herní engine, který byl využit v Infinite Undiscovery. Mezi největšími problémy, se kterými se potýkali, byla kapacita, protože si RPG pro konzole sedmé generace žádá ohromné množství dat a kódování kvůli složitosti grafiky a animace. Hra navíc běží na pevně nastavených 60 FPS. Společnost tri-Ace si pro vytvoření předrenderovaných animací najala společnost Visual Works a na grafický design postav (pouze v japonské verzi) Kacumiho Enami.
Na dotaz, zda bude tato hra vydána i pro konzoli PlayStation 3, Jamagiši odpověděl, že bude vydána nejprve pro Xbox 360 a rozhodnutí ohledně vydání pro PlayStation 3 ještě nepadlo Jak společnost Square Enix, tak členové vývojářského týmu později uvedli, že vydání pro PlayStation 3 není v plánu.  Jamagiši dále uvedl, že z pohledu vývojáře byl důvodem volby Xbox 360 pro Star Ocean: The Last Hope ten, že byl první z konzolí sedmé generace, která navíc byla vybavena špičkovým hardwarem. Během testování, které provedli zaměstnanci japonské divize firmy Microsoft a někteří vybraní blogeři, odpověděl Jamagiši na otázku, zda Star Ocean: The Last Hope navazuje na děj a zápletku ze Star Ocean: Till the End of Time, že se čtvrtý díl měl odehrávat v paralelním vesmíru z pohledu všech tří předešlých her Star Ocean, avšak nakonec se tato hra stala prequelem série. Jošinori Jamagiši poté nejprve tvrdil, že by rád vyvinul další pokračování série a stavěl se odmítavě k předělání starších dílů, avšak později si to rozmyslel a prohlásil, že už ve třetím díle dosáhl toho, co chtěl s celou sérií dokázat, a tudíž žádný další díl Star Ocean vyvíjet nebude a připomněl původní záměr udělat ze čtvrtého dílu střílečku, odehrávající se v paralelním vesmíru.
Dne 14. září 2009 bylo v japonském časopisu Famicú oznámeno, že vyjde mezinárodní edice Star Ocean: The Last Hope International exkluzivně pro platformu PlayStation 3. Ta vyšla téměř o rok později po původní verzi pro Xbox 360, v únoru 2010, na jediném disku Blu-ray, který obsahuje dodatečný obsah, který není obsažen v původní xboxové verzi, dále dvojí dabing (japonský a anglický), dále původní ilustrované portréty využívané v dialozích a několik dalších hudebních skladeb.
Dne 11. října 2017 společnost Square Enix oznámila vývoj Full HD a 4K předělání pod názvem Star Ocean: The Last HopeTM 4K & Full HD remaster, která bude vydána pro konzoli PlayStation 4 a pro uživatele PC. Tato edice se dočkala svého vydání celosvětově dne 28. listopadu 2017 pouze jako stažitelný obsah (pro PC prostřednictvím služby Steam).

## Hudba
Hudbu pro čtvrtý díl série složil japonský skladatel Motoi Sakuraba, jenž vytvořil hudbu i pro všechny tři předešlé díly Star Ocean a mnoho dalších her z dílny tri-Ace. Soundtrack vyšel ve dvou vydáních:
- Star Ocean: The Last Hope Original Soundtrack – Skládá se ze 3 CD, která obsahují všech celkem 71 skladeb využitých ve hře. Obsahuje dále jedno DVD se zvláštním rozhovorem s Motoiem Sakurabou, s videonahrávkami z jeho dílny, kde skládá hudbu, a obsahuje i několik jeho originálních nahrávek (Naturally: The World of Motoi Sakuraba).[16]
- Star Ocean: The Last Hope Arrange Soundtrack – Jediné CD, ve kterém je obsaženo celkem 13 předělaných skladeb ze hry.[17]

Oproti ostatním dílům je zajímavostí, že hra obsahuje více skladeb použitých při bitvách. Blood on the Keys hraje v bitvách na Aeosu, Lemurisu, na cardianonské mateřské lodi a na druhé Zemi. The Eleventh Hour je standardní skladba pro bosse. For Achieve je předělávka stejnojmenné skladby z prvního dílu série a hraje v bitvách na Roaku. Stab the Sword of Justice je předělávka stejnojmenné skladby z druhého dílu a hraje při bitvách na En II.